# ノンステップバス

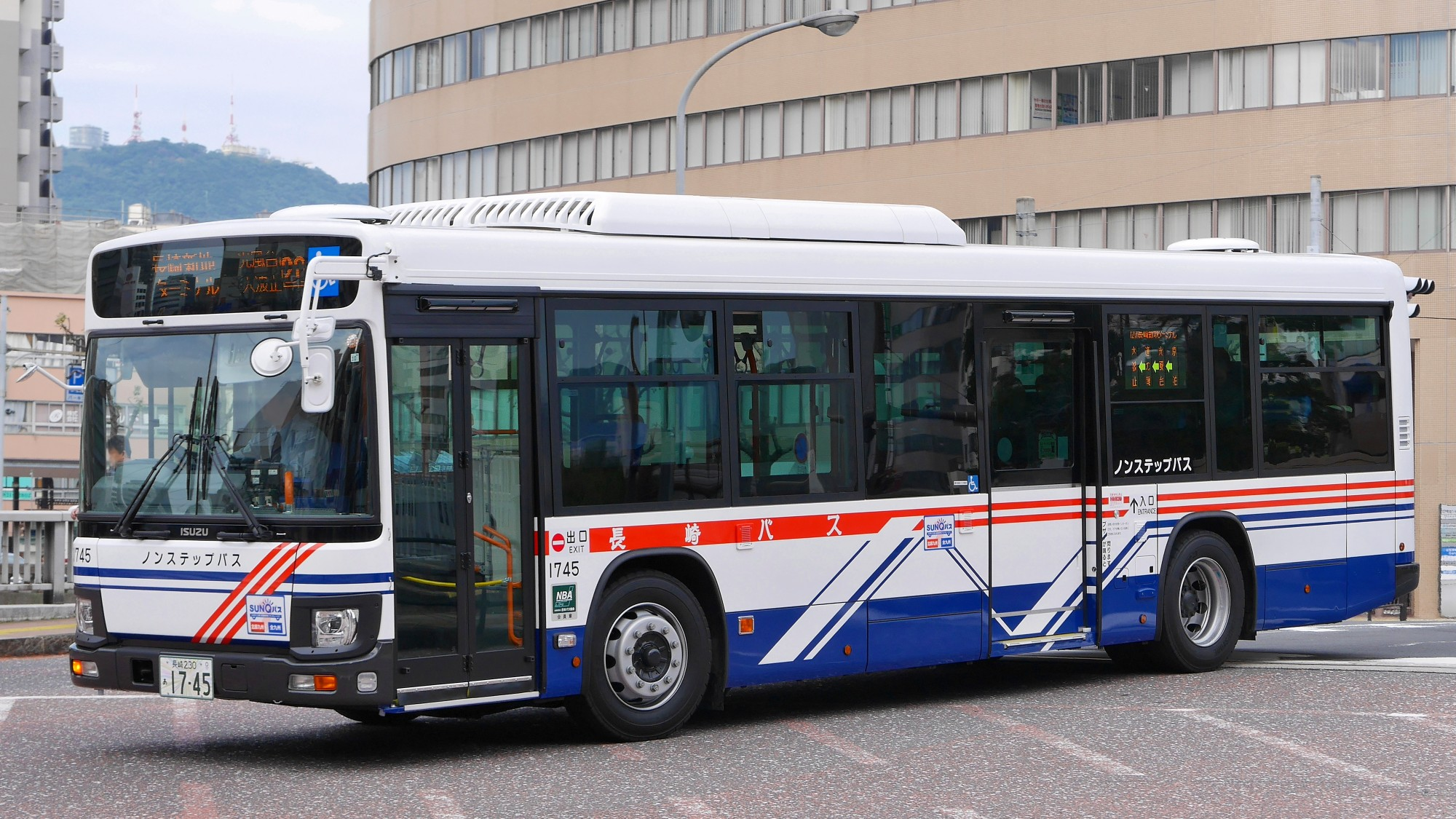
ノンステップバスの例（いすゞ・エルガ）

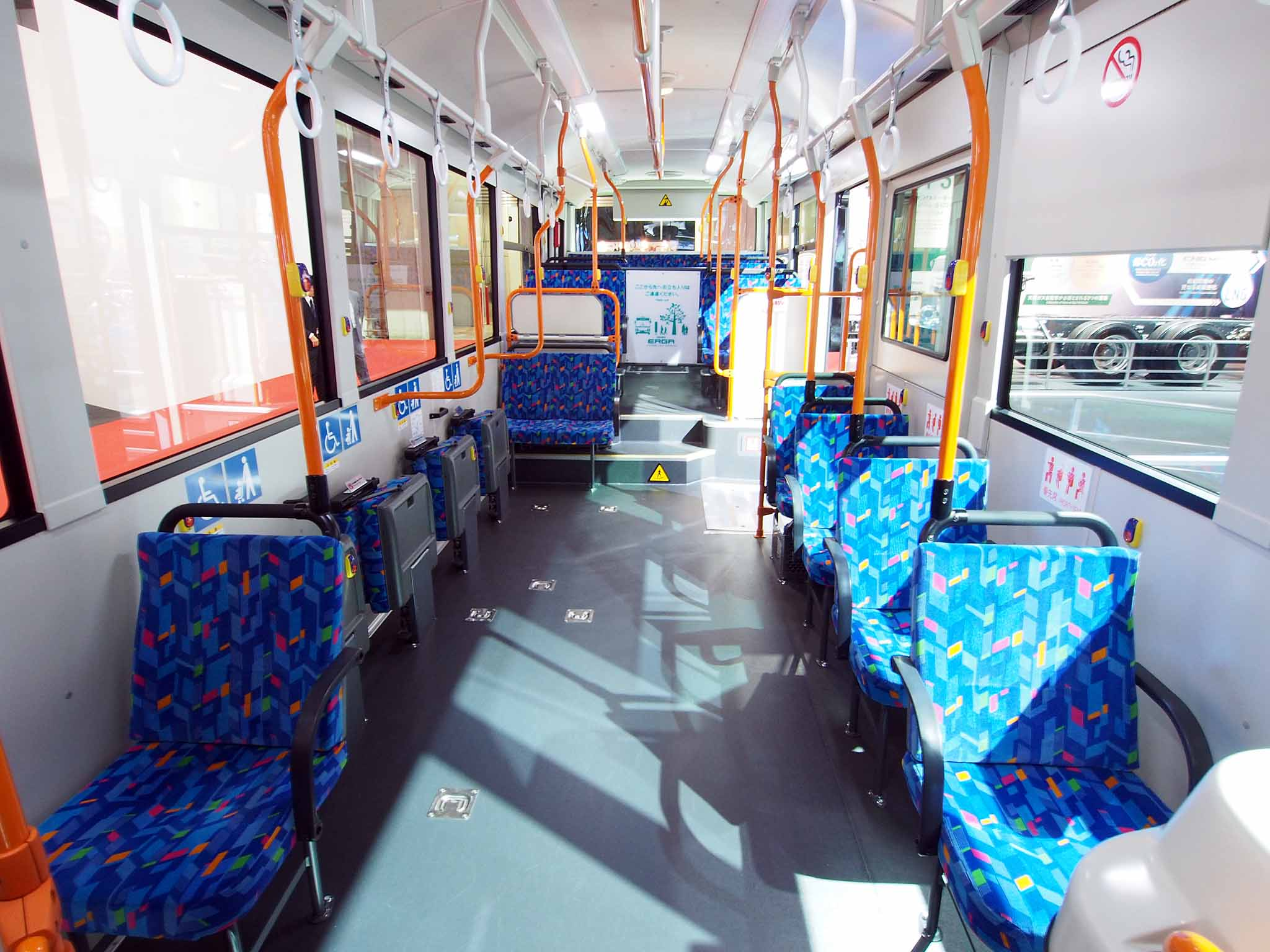
ノンステップバスの車内（2015年度以降の標準仕様認定車両）

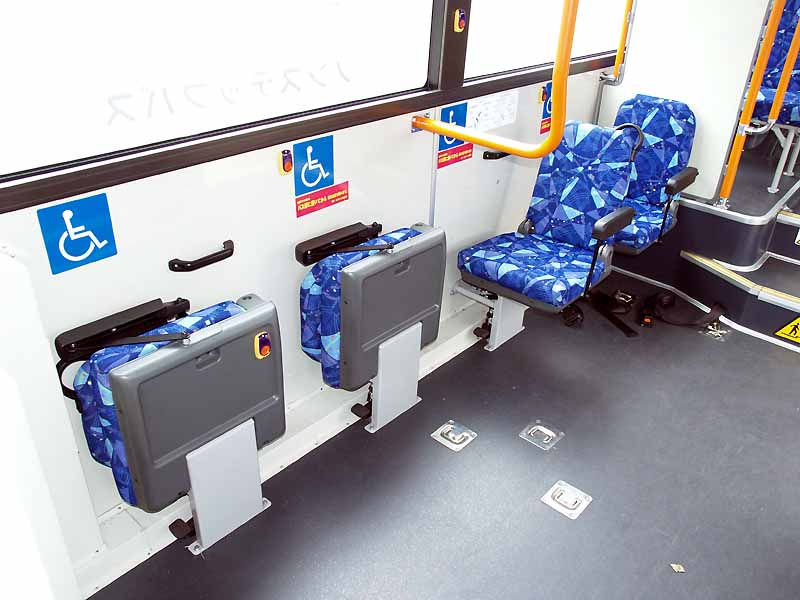
前後車軸間に車椅子乗車スペースを兼ねた折り畳み座席が設置される

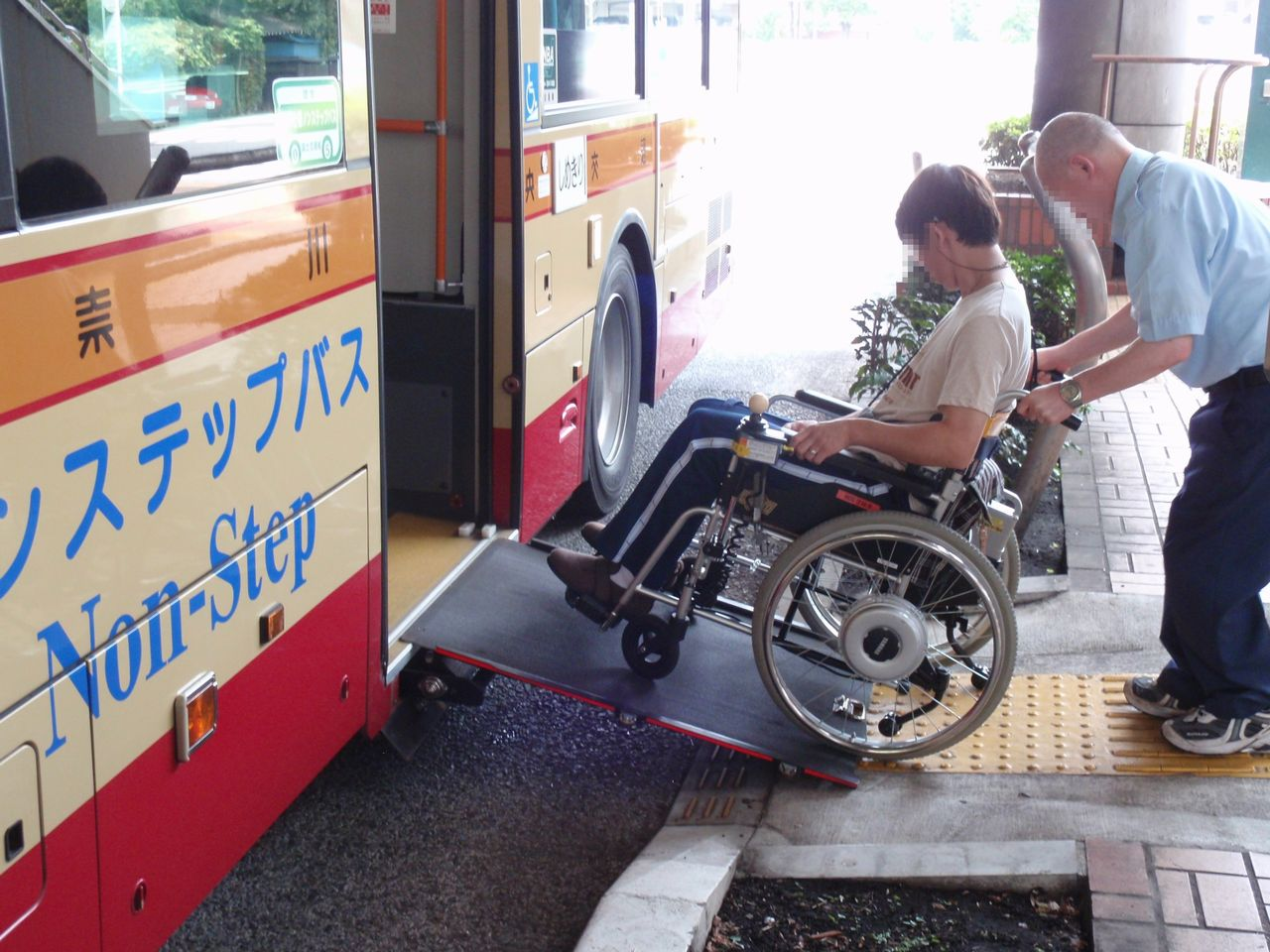
ノンステップバスの中扉付近（車いすスロープを使用した状態）

ノンステップバス（和製英語: Non step Bus）とは、出入口の段差を無くして乗降性を高めた低床バス（low-floor bus）の日本における呼称である。国土交通省が認定する標準仕様に基づいて設計されているバスをいう。バス事業者や行政機関によっては超低床バス、超低床ノンステップバスとも称される。

## 車体構造

### 乗降口
国土交通省のノンステップバス標準仕様では乗降時のステップ高さは270㎜以下とされている。
日本国内で市販されているノンステップバスは、エアサスペンションを採用する事により、乗降時に車高を下げて歩道との段差を少なくする「ニーリング機能」が装備されている。

### 車いすスロープの主な形状
国内に流通している大型・中型ノンステップバスのうち、国産車においては2010年代半ばまで製造された車両では主に、中扉の床下スペースから出し入れする引出式スロープや取り外し可能な着脱式スロープなど様々な仕様が混在し、大型ノンステップバスの量産初期モデルでは運転手の操作によって中扉の床下からスロープを自動で出し入れする電動式スロープも存在した。2010年代半ば以降に登場した車両からは各メーカーとも中扉の床を反転させて使用する反転式スロープが標準搭載される仕様に統一され、2015年に一部改正された標準仕様ノンステップバスの認定要綱においても、この反転式スロープの設置が盛り込まれた（但しオプションで着脱式スロープも設定）
小型ノンステップバスでは着脱式スロープが主流となっており、大型ノンステップ連節バスでは日本国内に初めて輸入されたネオプラン・セントロライナー（着脱式スロープ）を除いて反転式スロープが採用されている。

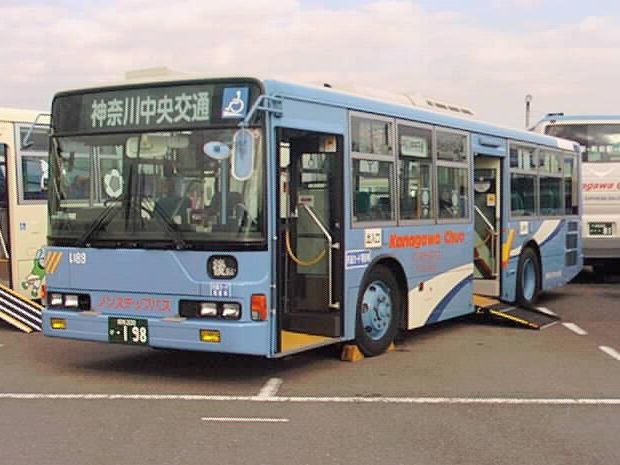
電動式スロープ (三菱ふそう・エアロスター)
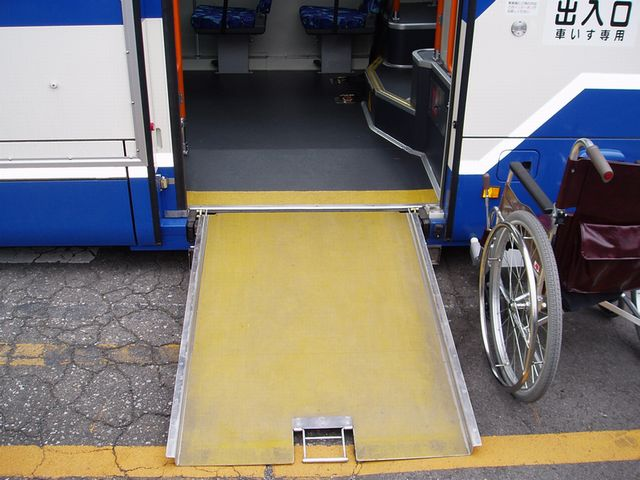
引出式スロープ (いすゞ・エルガ)
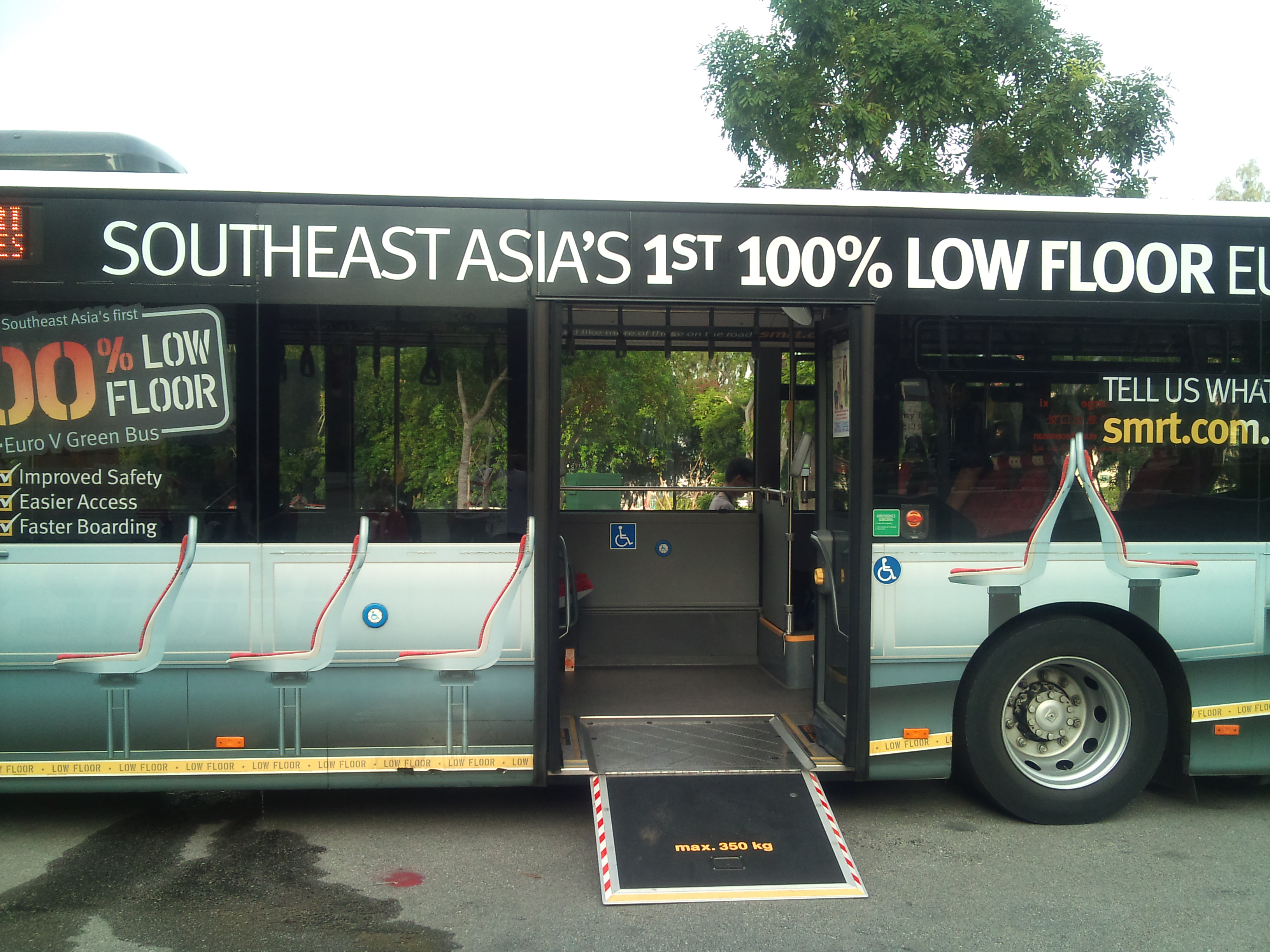
反転式スロープ (メルセデス・ベンツ・シターロ)
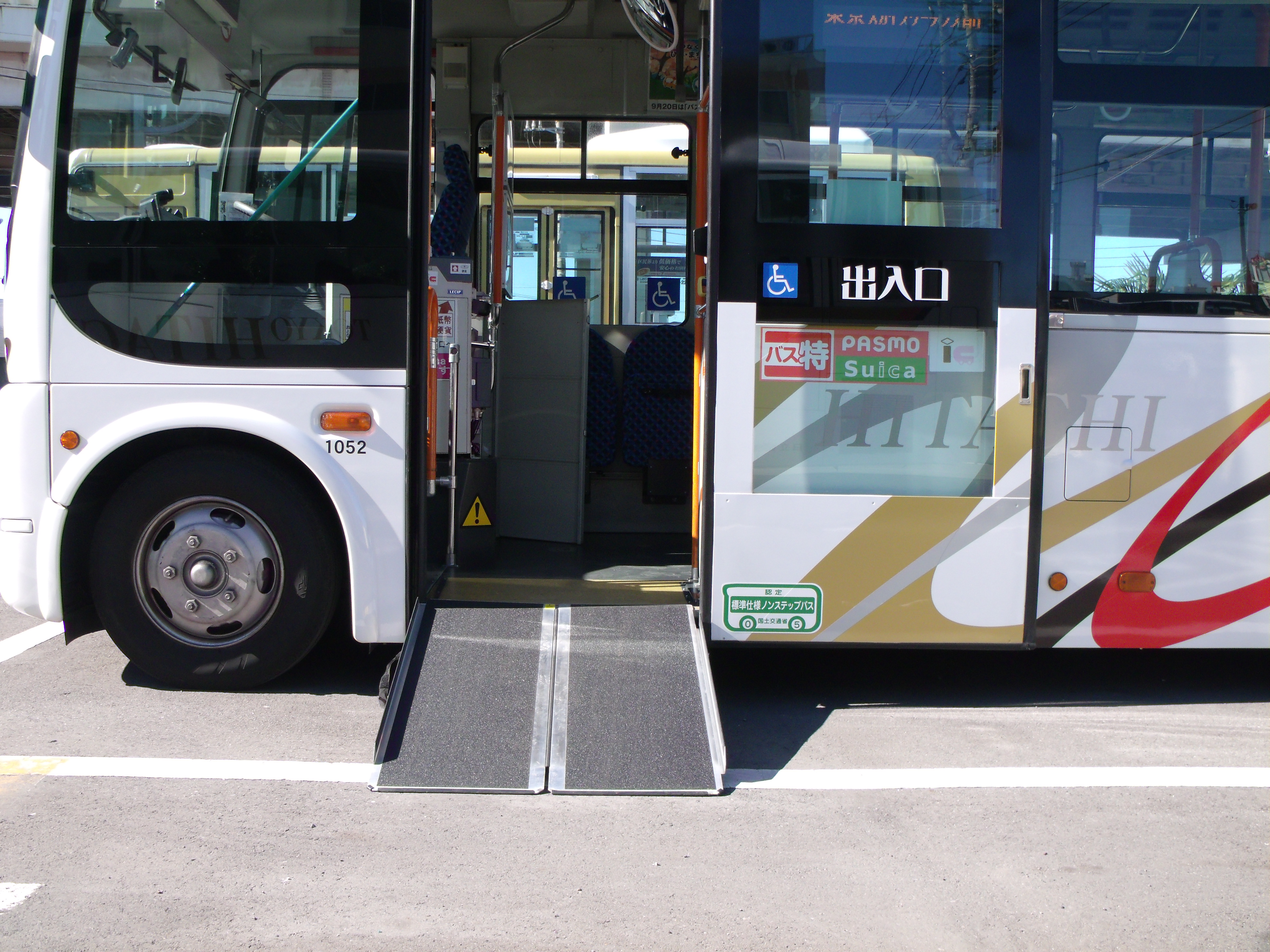
着脱式スロープ (日野・ポンチョ)

### 国土交通省認定ノンステップバス標準仕様

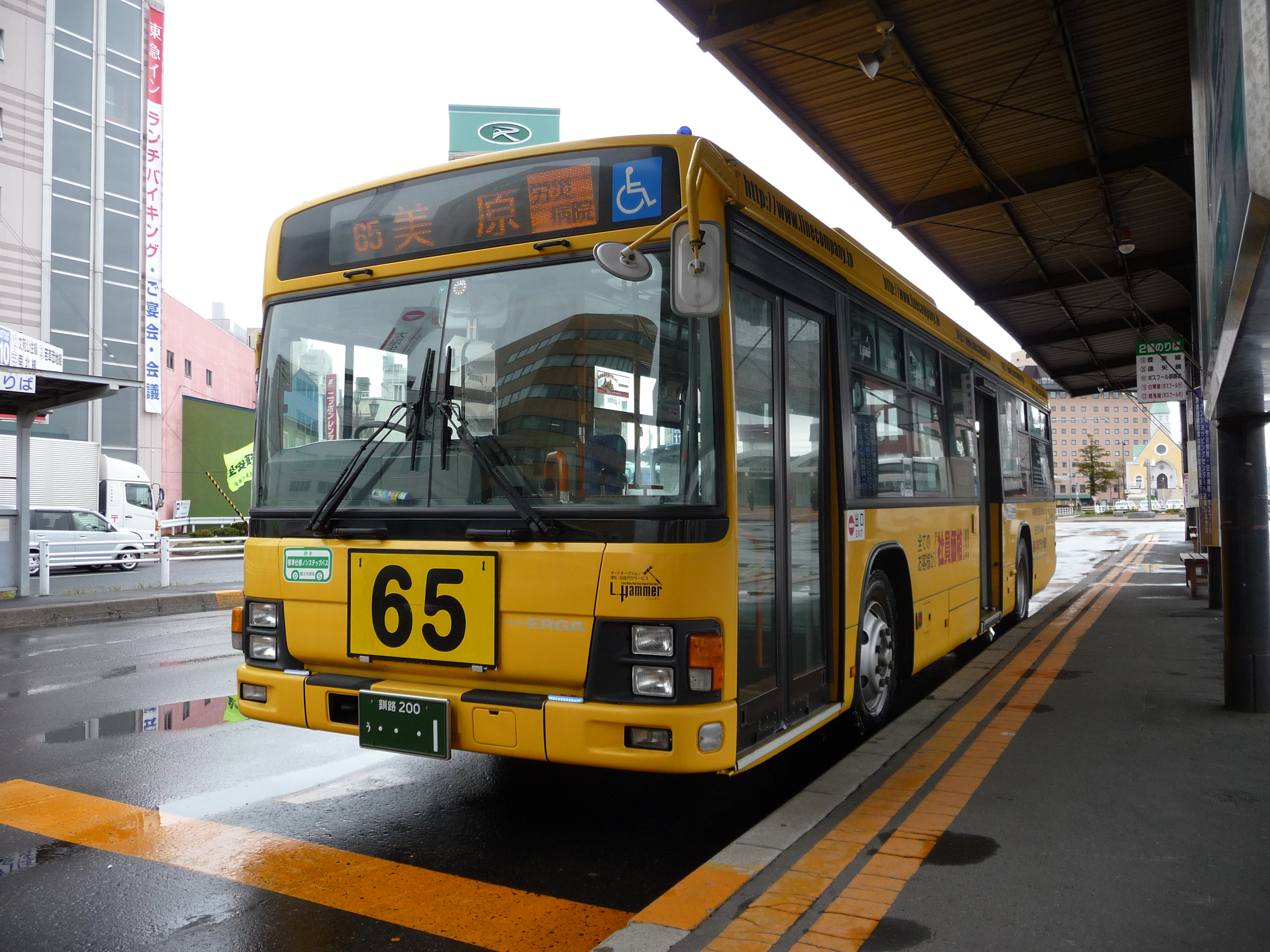
2006年式標準仕様ノンステップバス
いすゞ・エルガ（くしろバス）

運輸省（現国土交通省）は当初、ノンステップバスの普及が遅々として進んでいない状況を踏まえ、各メーカーで仕様を統一して、より使いやすいシティバスの次世代の標準形を模索することになり、「標準仕様ノンステップバス」の認証制度が2004年1月19日から開始された。
2000年に大型4社は先の「人にやさしいバス技術検討委員会」で示された中長期モデルバスに範を取り、3扉・前 - 後扉間フルフラットのノンステップバスを試作した。ベースとなったのは日野・ブルーリボンシティ (KL-HU2PMEE)、すなわち後部横置きエンジンでトランスミッションはオートマチックという条件に決まった。
しかし、実際の国土交通省認定ノンステップバス標準仕様の条件は、前中扉間のみが超低床のノンステップバスである。
2004年1月以降に導入されたノンステップバスには、車体の正面・側面・後部リア側「認定 標準仕様ノンステップバス 国土交通省」が表記されたバスの形をした青か緑かピンクのステッカーを貼付している。さらに、2005年度基準を満たしていれば緑色ステッカーのタイヤ部分に「05」が、2015年度の認定要領改正に伴う基準を満たしていればピンク色ステッカーのタイヤ部分に「15」が付く。
- ■青色ステッカー：2004 - 2006年度の認定車両
- ■緑色ステッカー：2005 - 2015年度の認定車両
- ■ピンク色ステッカー：2015年度以降の認定車両

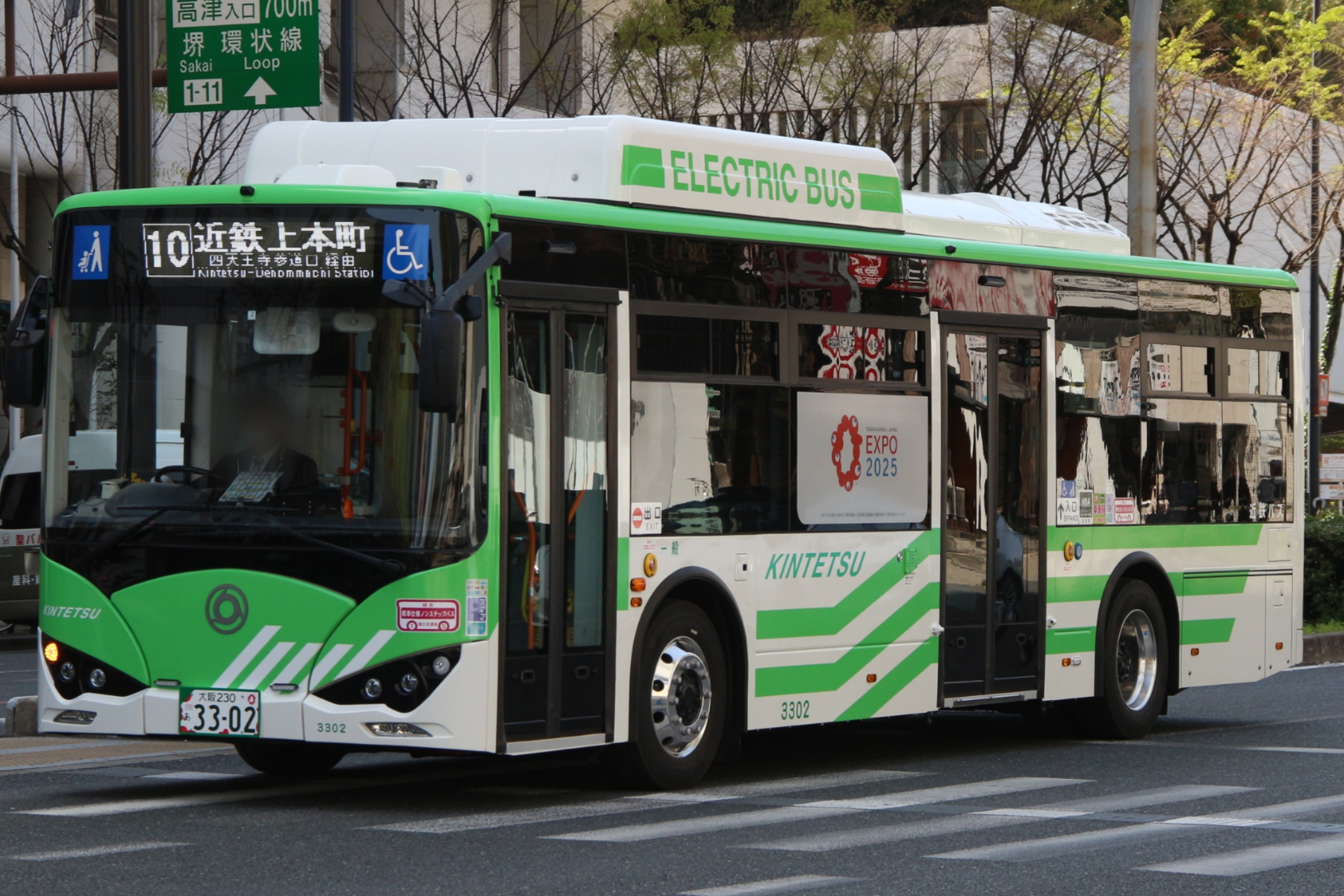
2023年式標準仕様ノンステップバス
BYD・K8 1.0（近鉄バス）

2021年には日本市場で販売する海外メーカーとしては初めて、BYDが大型電動バス「K8」で認定を取得し、その後同社の小型電動バス「J6」も認定を取得している。2022年には日本のベンチャー企業「EVモーターズ・ジャパン」が開発し、中国の「威驰腾（Wisdom Motor）」が製造する大型電動バスが認定を取得したほか、その後は日本の「アルファバスジャパン」が販売し、中国の「江蘇常隆客車有限公司（ALFA BUS）」が製造する大型電動バスが認定を取得するなど、国内大手メーカー以外でも認定される動きが広がっている。

## 本格的実現まで
日本初のノンステップバスは、近畿日本鉄道（現・近鉄バス）が日本初の2階建てバス「ビスタコーチ」をベースに1963年（昭和38年）に導入した車両である。これは、「ビスタコーチ」の2階部分を取り払い、ホイールベース部（前車軸と後車軸の間）を低床・ノンステップの客室としたものであった。シャシは日野自動車工業（現・日野自動車）が、ボディは近畿車輛がそれぞれ製造したが、構造上ワンマン運転に対応できないなどの問題があり、これ以降の導入はなかった。
それから20年以上後の1985年（昭和60年）、三菱自動車工業（現・三菱ふそうトラック・バス）がワンマン運転に対応した初の本格的なノンステップバスを試作した。同年にモデルチェンジした大型路線バスエアロスターシリーズをベースにして、前中ドア間の床を350mmまで下げ、ノンステップ化を実現した。トランスミッションとエンジンは通常のバスと同じ、縦置きのレイアウトである。
高価であったため、導入例は名古屋鉄道（現・名鉄バス）、岐阜乗合自動車、京浜急行電鉄（現・京浜急行バス、羽田京急バスなど）の3社のみで、1987年（昭和62年）頃まで製造された。
その後、1994年（平成6年）に名鉄向けとして、上記のノンステップバスの生産初期車が使用されていた名古屋空港（現・名古屋飛行場）内循環車用の代替に1台が追加製造されている。

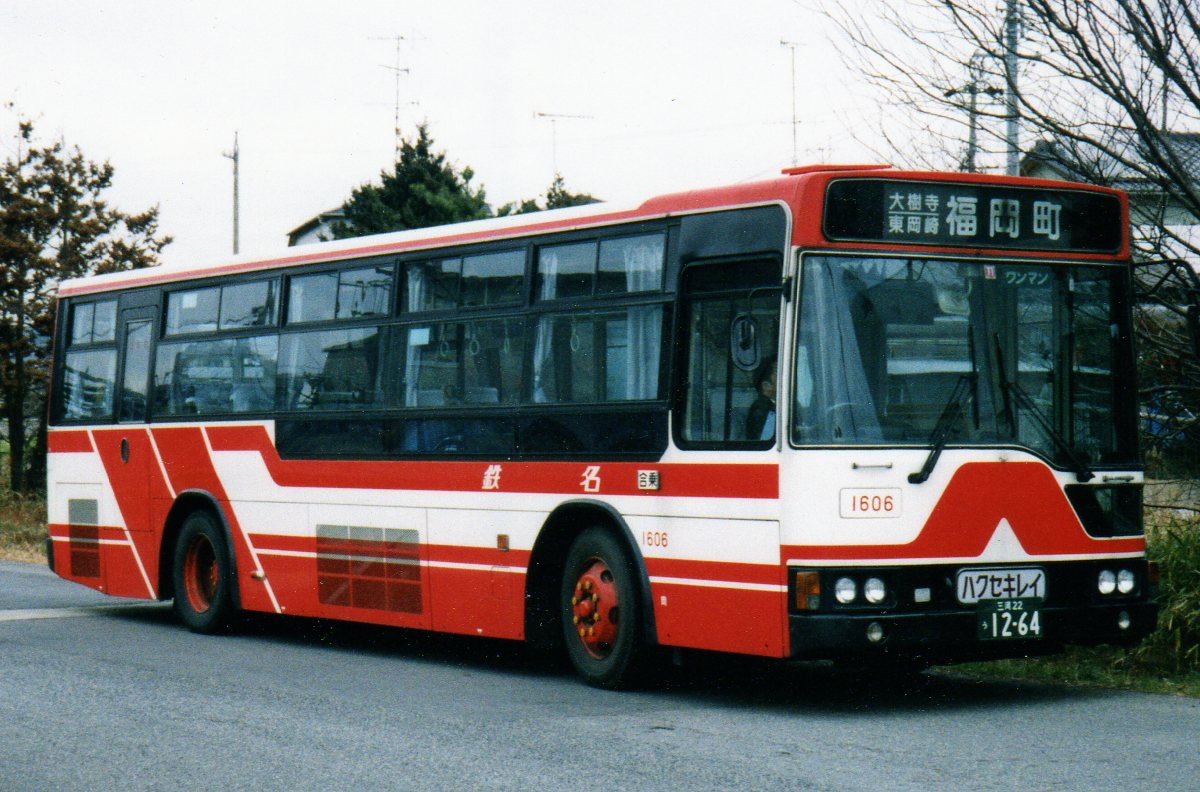
試作ノンステップバス 名古屋鉄道
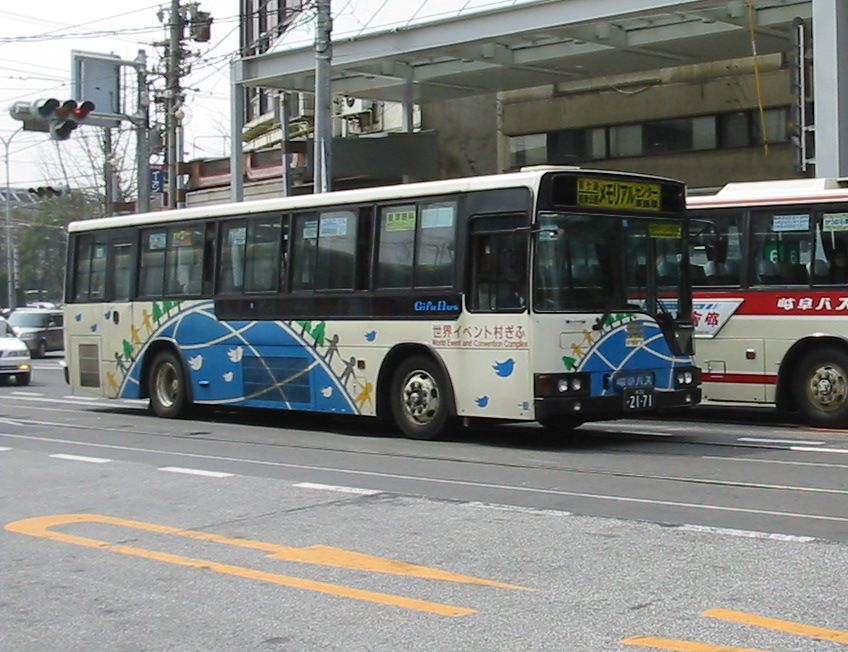
試作ノンステップバス 岐阜乗合自動車
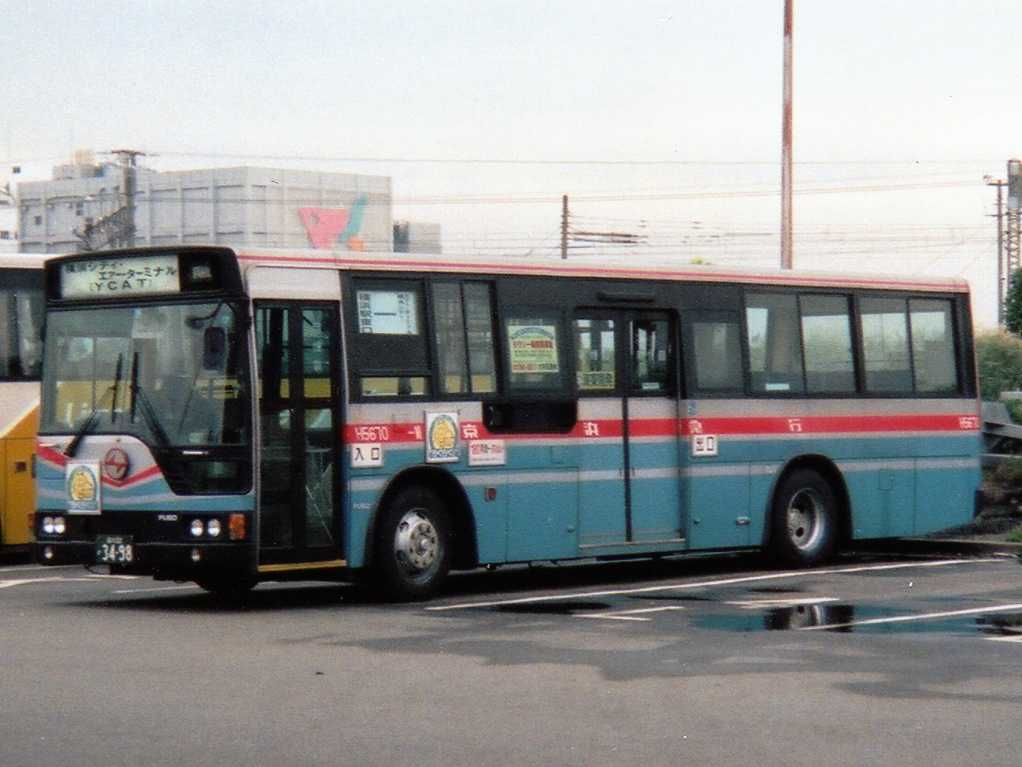
試作ノンステップバス 京浜急行電鉄

## 問題点

### 初期車

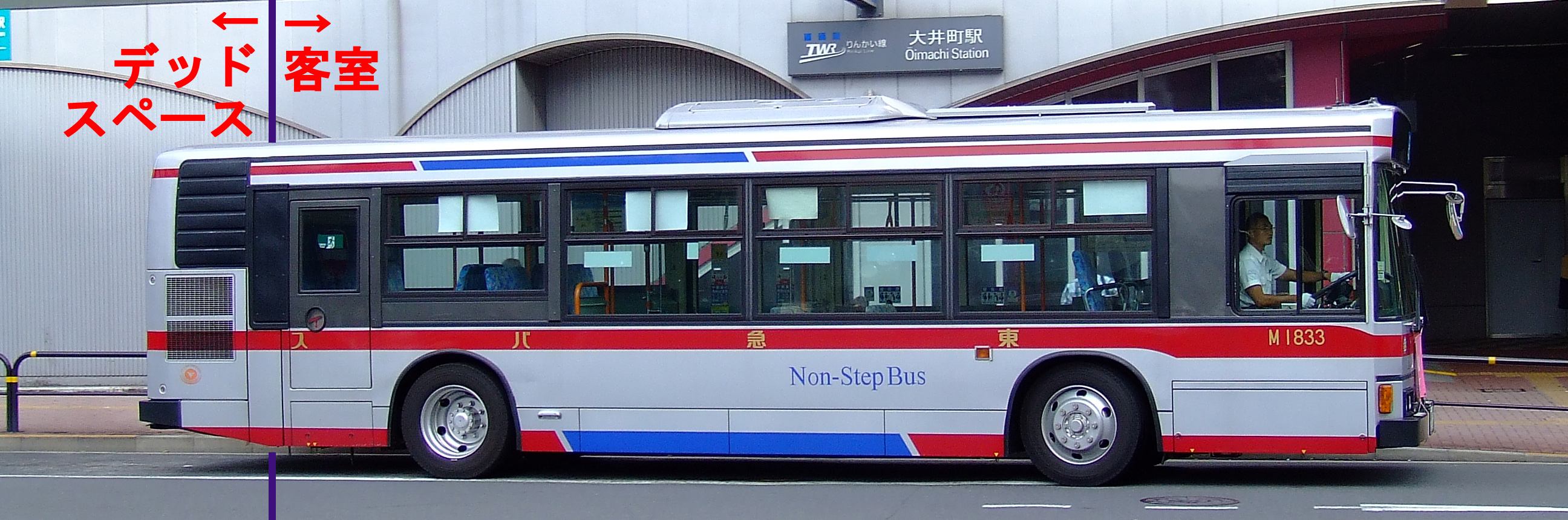
初期のノンステップバス（日野・ブルーリボン「東急バスM1833」） 車体後部のデッドスペースが大きい

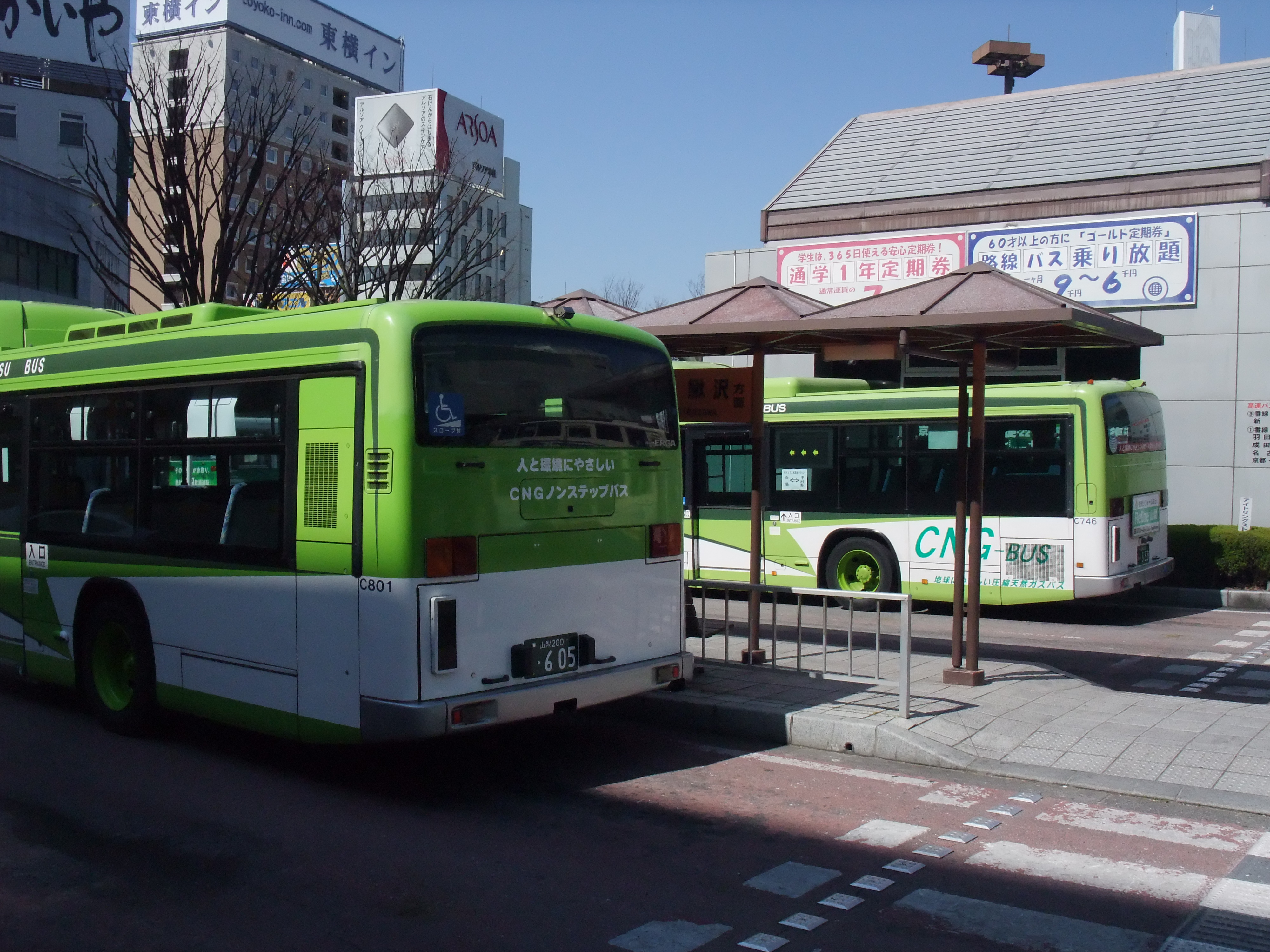
いすゞ・エルガ
TypeB（フルノンステップバス、前）
山梨交通C801号車と
TypeA（前中ノンステップバス、後ろ）
山梨交通C746号車との比較
フルノンステップバスは前中ノンステップバスより車体後部のデッドスペースが大きいことが分かる

初期の大型ノンステップバスはホイールハウスの張り出しやエンジンなどがある車体後部のデッドスペースが多く、在来タイプと比べて収容力の減少が顕著となり、ラッシュアワーにはノンステップバスを使用しないバス事業者もあった。

### ホイールハウスの処理

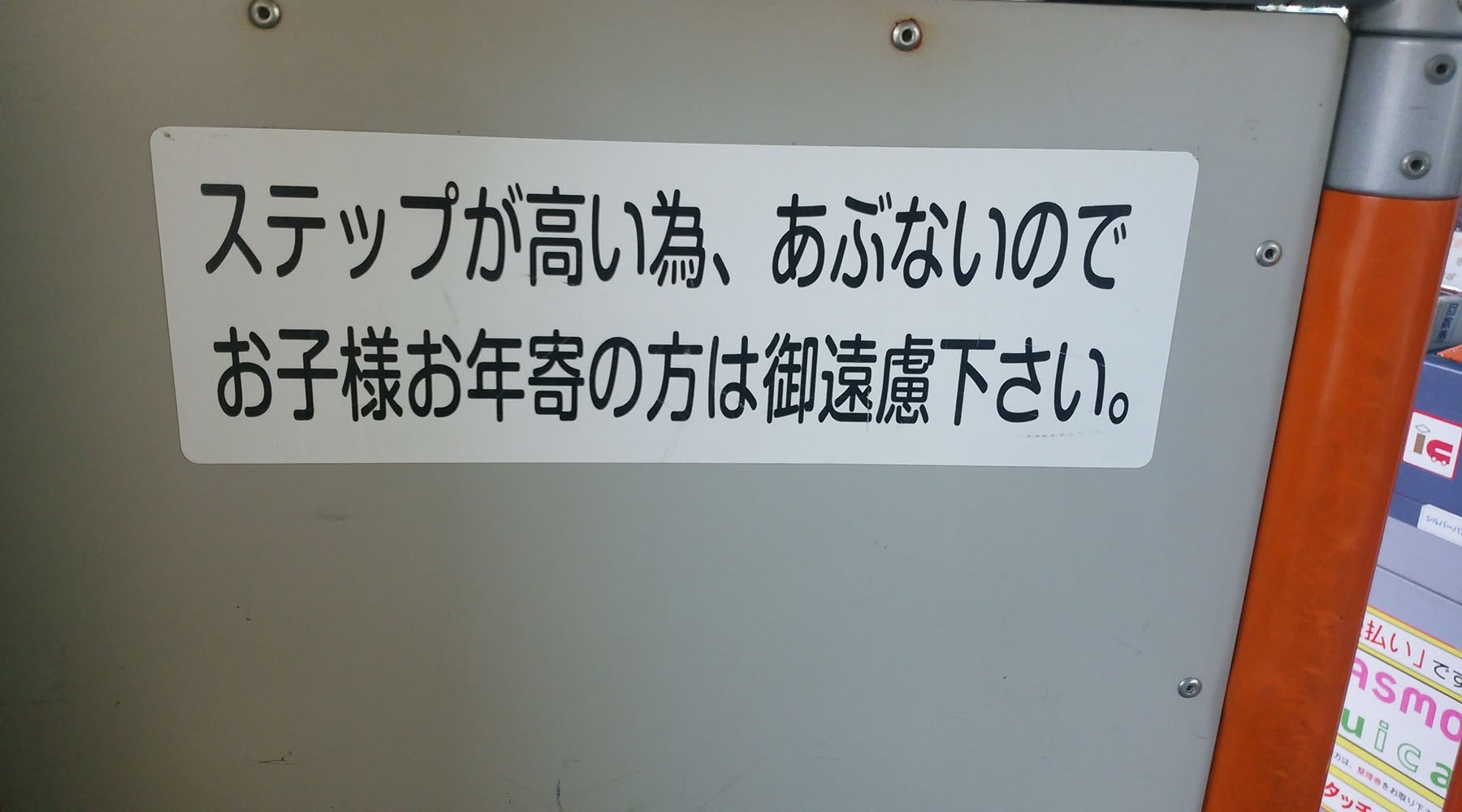
ホイール上の席に記載されている高齢者などが座らないように求めている注意書き

後継車や中型・小型タイプも同様であるが、各メーカーのバスともタイヤの寸法や配置に抜本的な改良を施せないまま床面高さを下げているため、前輪のホイールハウスの張り出しが従来のバスに比べて大きい。この部分の通路が狭くなるほか、前扉と運転席直後の前輪上に位置する座席はかなり位置が高くなり、座る際には「よじ登る」という感覚になる。このため、バス事業者や車種によってはこの部分には座席を設けず、荷物置き場や燃料タンクなどにしている例もある（いすゞ・エルガと日野・ブルーリボンの現行モデルや成田空港交通の成田国際空港ターミナル間移動無料シャトルバス、岐阜バスの市内ループ線専用車など）ほか、最前列の座席のみシートベルトを設置しているケースも存在する（函館バスなど）。また、席を設置した場合であっても、高齢者や幼児などが着席しないように注意書きを掲示している事業者もある（神奈川中央交通など）。現行モデルのいすゞ・エルガと日野・ブルーリボンの自家用仕様車は、最前列が路線用と同じ1人掛けとなっており、補助席も装備されない。

### 走行性能
これはワンステップバスなどの低床バスにも共通しているが、床が低い分、最低地上高=ロードクリアランス（車体と地面との間隔）が小さいことに加え、エンジンを搭載可能なスペースも少なく、高出力エンジンの搭載が難しくなるという問題がある。また大型ノンステップバスの場合、構造上フロントオーバーハングが大きくなる。このため悪路や勾配および道路の段差（凸凹）の多いバス路線では使用できないケースも生じている。

### 価格
ドロップ・センター・アクスル (drop-center axle) を始めとした特殊部品を多く使うため、平成10年代時点では車体価格が従来のバスをベースにした三菱車で約2,100万円、専用部品が多い日野車で約2,400万円と、大型ワンステップバス（約1,600 - 1,800万円）の1.5倍の価格となった。一部車種で輸入部品を使っている点もあるが、この価格が問題であり、公営バスを除くと事業者の負担のみでは購入しにくい。そのため各種助成制度が用意されており、通常のワンステップバスとの差額を行政からの助成金で賄い購入する場合が多い。
なお、安価なノンステップバスということで、別項の前中扉間ノンステップ車や中型ノンステップ車、中型長尺車へ移行していった。

## 大型ノンステップバス
1997年（平成9年）、三菱ふそうトラック・バスと日産ディーゼル工業（現：UDトラックス）が本格的な量産大型ノンステップバスを開発し、販売を開始した。
三菱は、前年にモデルチェンジした2代目エアロスターをベースとして、縦置きのままエンジンとデフを運転席側にオフセットする事により、後部までの超低床エリアを確保している。また、車体後部にドアを設けて前後扉仕様にも対応できたが、リアのホイールハウス間の床（通路）が非常に狭く車いすへの対応が困難となるため、前後扉仕様は神姫バスが導入した程度で、実際には前中後の3ドア仕様での後部ドア付きがほとんどであった（名古屋市営バスや成田空港交通など）。また、三菱では当初「ノーステップバス」という呼称を用いていた。
日産ディーゼル（日デ）は、従来の富士重工業（富士重）7E系ボディのUAシリーズをベースとして、ドイツのZFから前後アクスル（サスペンション）とトルクコンバータ式ATを輸入し、車体最後部にエンジンを直立横置きに配置することにより、後部までの超低床化を実現している。なお、富士重のバス車体架装撤退に伴い、2003年以降は西日本車体工業 (NSK) による車体架装となり、構造が大きく変更された。従来の富士重製をFタイプ、西日本車体工業製をNタイプと呼称する。日産ディーゼルは民生デイゼル工業時代にも、ゼネラルモーターズに倣ったUDエンジンを横置き搭載したアングルドライブの経験がある。
1998年にはいすゞ自動車と日野自動車の2社も、車体最後部に横置きエンジンを直立搭載の構造としたノンステップバスを開発し、販売を開始した。いすゞはキュービック、日野はブルーリボンをベースとした車両となった。ZF製ATの採用は共通だが、リアアクスルはいすゞがハンガリーのラーバから輸入したのに対し、日野は国産品を採用した。
2000年、いすゞ・日野の両社とも路線バスボディのフルモデルチェンジを行い、キュービックはエルガ (type-B) に、ブルーリボンはブルーリボンシティに移行したが、車体の構造面での変化は少ない。
2017年、いすゞ・日野の両社は、エルガ・ブルーリボンに自家用トップドアの大型バスとしては初となるノンステップバスを設定した。
圧縮天然ガス (CNG) バスは車体下部の前後アクスル間に燃料タンク（ボンベ）を搭載していたため超低床化が困難であったが、1999年からCNG自動車の燃料タンクに関する保安基準が改正され、屋根上に燃料タンクを搭載する事が可能となったことから超低床化が進み、各社ともCNGノンステップバスの販売を開始した。
なお、CNGエンジンはディーゼルサイクルとは異なり、ガソリンエンジン同様のオットーサイクルであり、エンジン音もガソリンエンジンとほぼ変わらない。
その後、1999年 - 2000年に日産ディーゼル、いすゞの両社からワンステップバスをベースとした前中扉間のみが超低床のノンステップバスが登場している（後述）。これらと区別するため従来のノンステップバスは「フルフラットノンステップ」（「フルノン」と略す場合もある）と呼ばれることがある。

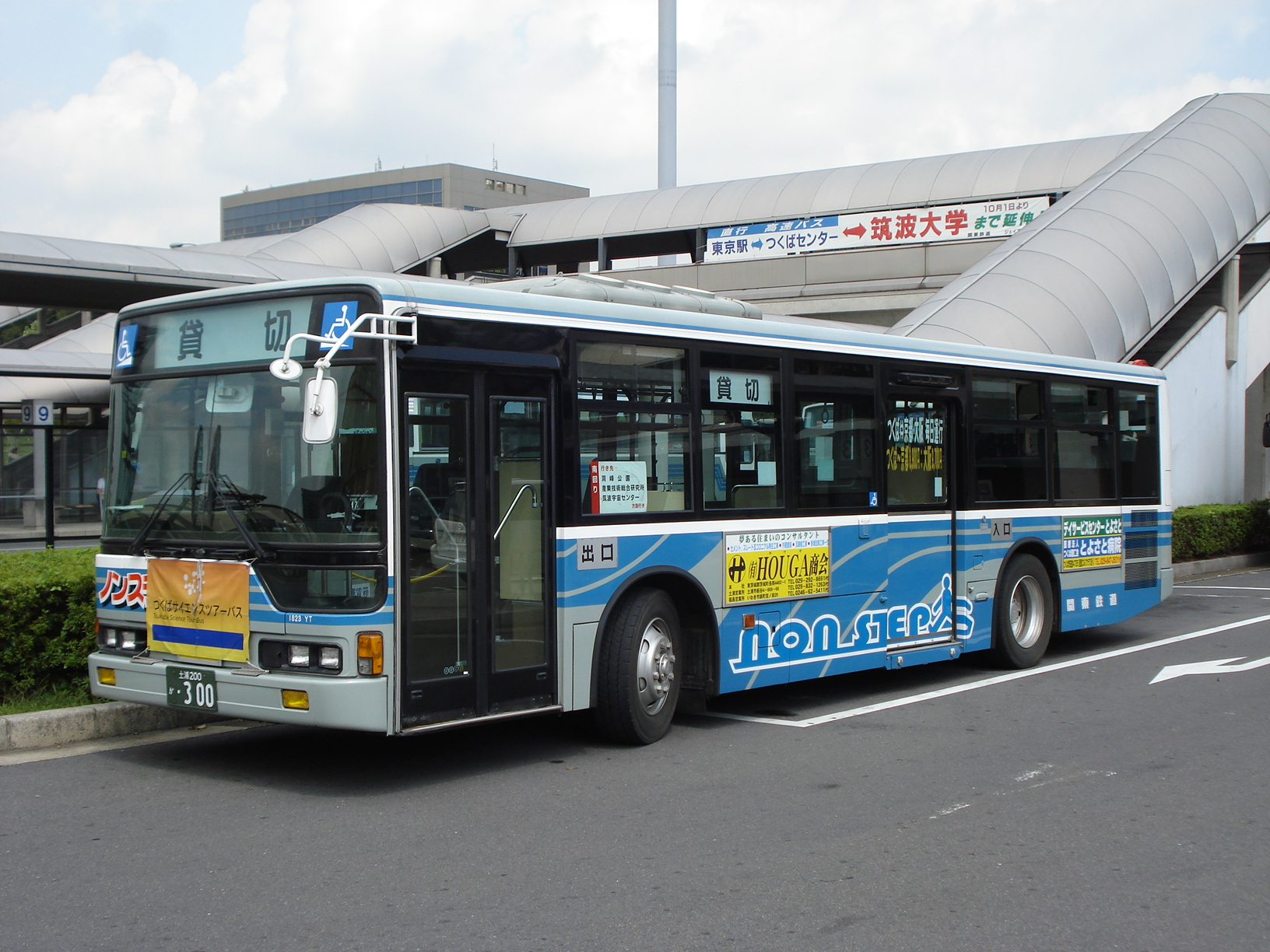
三菱ふそう・エアロスター（2代目）（関東鉄道）
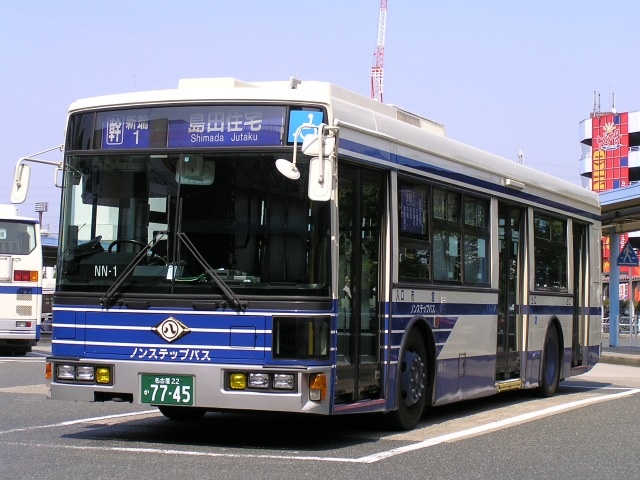
日産ディーゼル・UA（富士重ボディ。名古屋市交通局）
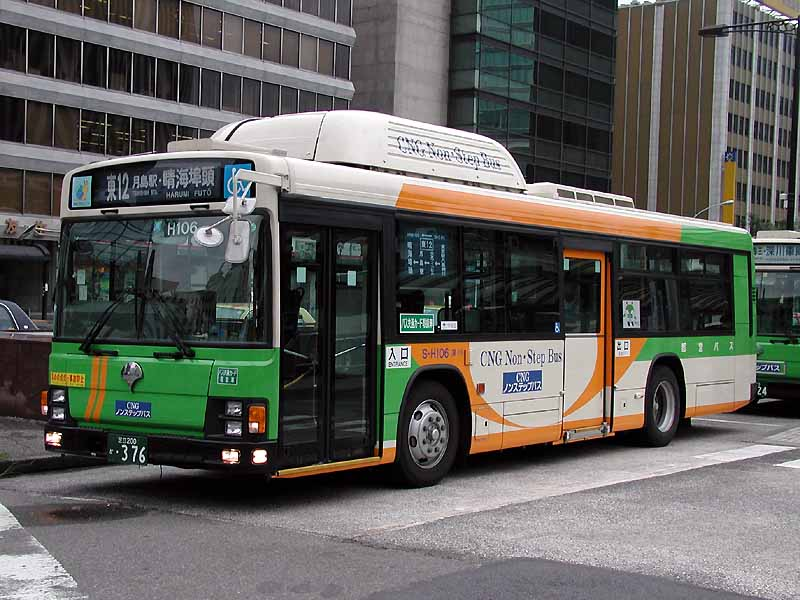
いすゞ・エルガtype-B（CNG。都営バス）

### 部分超低床車（前中ノンステップ車）

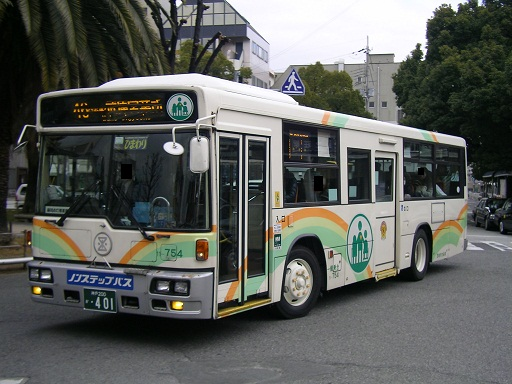
日産ディーゼル・Gタイプ（尼崎市交通局）

ツーステップバスやワンステップバスをベースとしたノンステップバスで、日産ディーゼル・UAはGタイプ、いすゞ・エルガはtype-Aと呼ばれるモデルである。従来の大型ノンステップバスは高価であったため、西日本車体工業が安価な大型ノンステップバスを独自に企画し、1999年から製造開始したノンステップバスである。いすゞも、2000年にキュービックからエルガへのモデルチェンジの際に車種に追加した。
従来の日産ディーゼルといすゞのノンステップバスはすべてトランスミッションがトルコンATのみであったため、MT（マニュアルトランスミッション）ベースの安価なノンステップバスを求める声に応じ、ワンステップバスの前扉から中扉までを超低床化し、後部のエンジン周りはワンステップバスやツーステップバスと同じ構造を採用してコスト削減とMT化、高出力化を実現したバスである。
また、超低床部から車体後部へは2段のステップがあるものの、その上はフラットな空間が広がり、座席も5列が確保できるため収容力も大きい。一方、車体後部を2段ステップにしたことで、段差による車内転倒事故の危険性や高齢者が後部席を敬遠して利便性が低くなりがちである点等が短所として指摘されている。
日野自動車のみワンステップバスベースのノンステップバスを製造してこなかったが、日野・いすゞ両社のバス事業統合に伴い、いすゞ自動車からエルガtype-Aを「ブルーリボンII」としてOEM供給を受け、日野ユーザー向けに販売を開始した。2004年に登場したブルーリボンシティハイブリッドでは後部を段上げ構造としている。
これにより、2005年をもって国内メーカーのラインナップからフルフラットノンステップバスは一旦消滅した（詳細は後述）
なお、三菱ふそう・2代目エアロスターのはフルフラットノンステップとこのワンステップバスベースのノンステップの中間的な構造である。そのため、当初からフルフラットノンステップバスを製造していない。

### ノンステップ連節バス
日本国内において導入された連節バスは、1990年代までツーステップ車両のみ導入され、当初は国内の販売台数自体が少なかったことから、国産によるノンステップ連節バスの開発は長らく行われてこなかった。2000年代に入ると、神奈川中央交通が藤沢市内で連節バスの導入を検討するが、当時既に交通バリアフリー法が制定されていたため床面地上高を550mm以下に抑える必要もあったことから、輸入車を導入することになり、2005年にドイツ・ネオプラン製セントロライナー（エンジンはMAN）2両を導入し、これが日本国内においてはノンステップ連節バスの初導入事例となった。
その後、セントロライナーが日本向け車両の供給を中止した為、2007年末には神奈川中央交通がノンステップ構造を持つメルセデス・ベンツ・シターロの連節バス4両をドイツから日本に初めて輸入する形で導入し、2010年代に入ると他のバス事業者でもシターロを導入する動きが広がった。
2015年にはシャシーはスカニアが製造し、ボディをオーストラリアのボルグレン製としたノンステップ連節バスを新潟交通などが導入したほか、翌2016年にはメルセデス・ベンツ・シターロの新型モデルを日本国内向けに発売し、ノンステップ連節バスの導入が日本国内でも徐々に増えた一方、車両は海外からの輸入に頼らざるを得ない状況が続いた。
2017年には日本国内のいすゞ自動車と日野自動車が共同で連節バスの開発に着手し、2019年5月に純国産ノンステップ連節バスの「いすゞ・エルガデュオ」と「日野・ブルーリボンハイブリッド連節バス」が発売され、これまで連節バスを導入してこなかったバス事業者でも新たに導入するようになった。
日本国内に導入されたノンステップ連節バスのうち、セントロライナーとシターロは最後部席手前までフルフラット構造であるのに対し、その他の車種については車体後部にかけて2段のステップが存在する前中ノンステップ構造となっている。

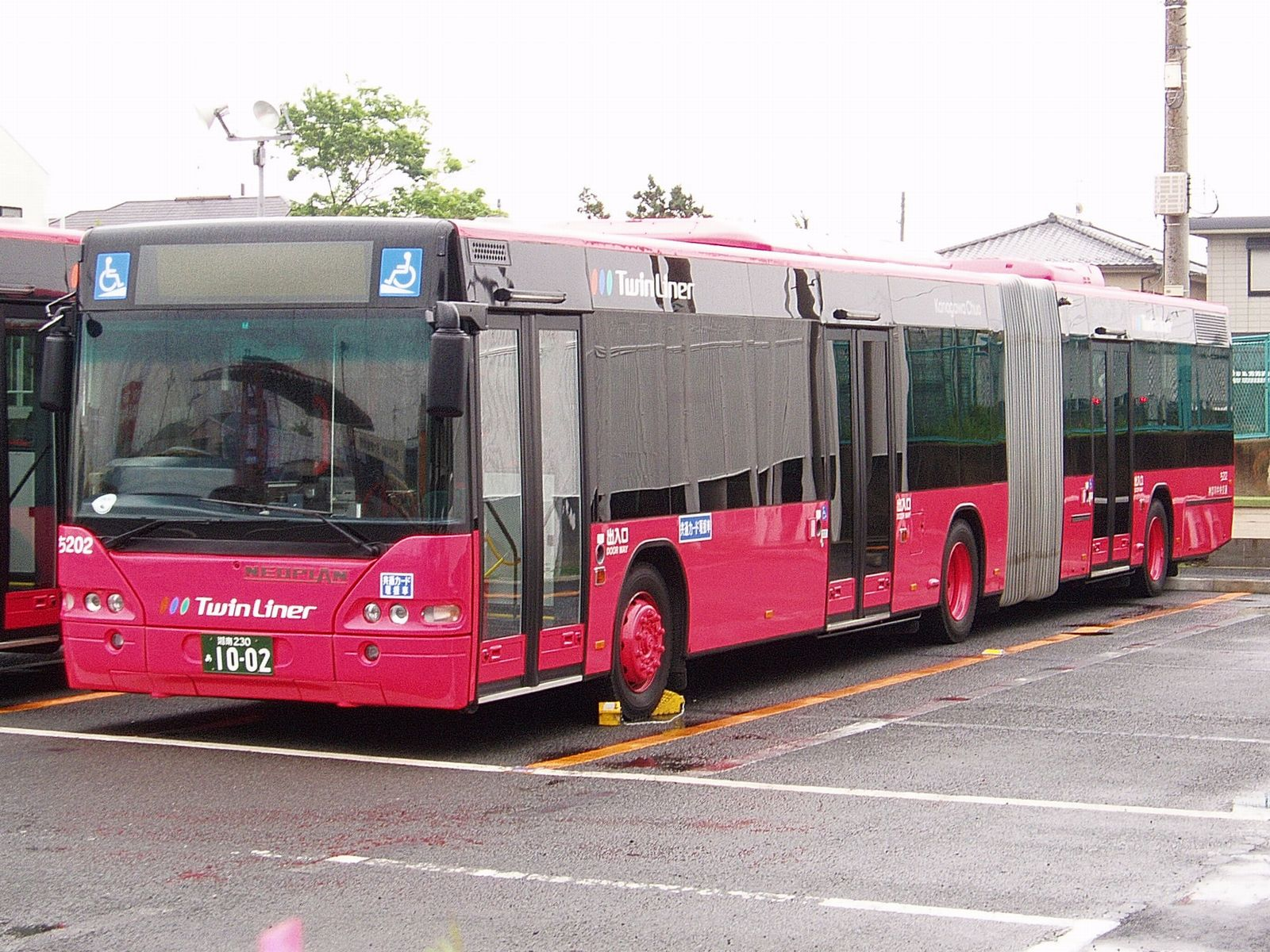
ネオプラン・セントロライナー（神奈川中央交通）
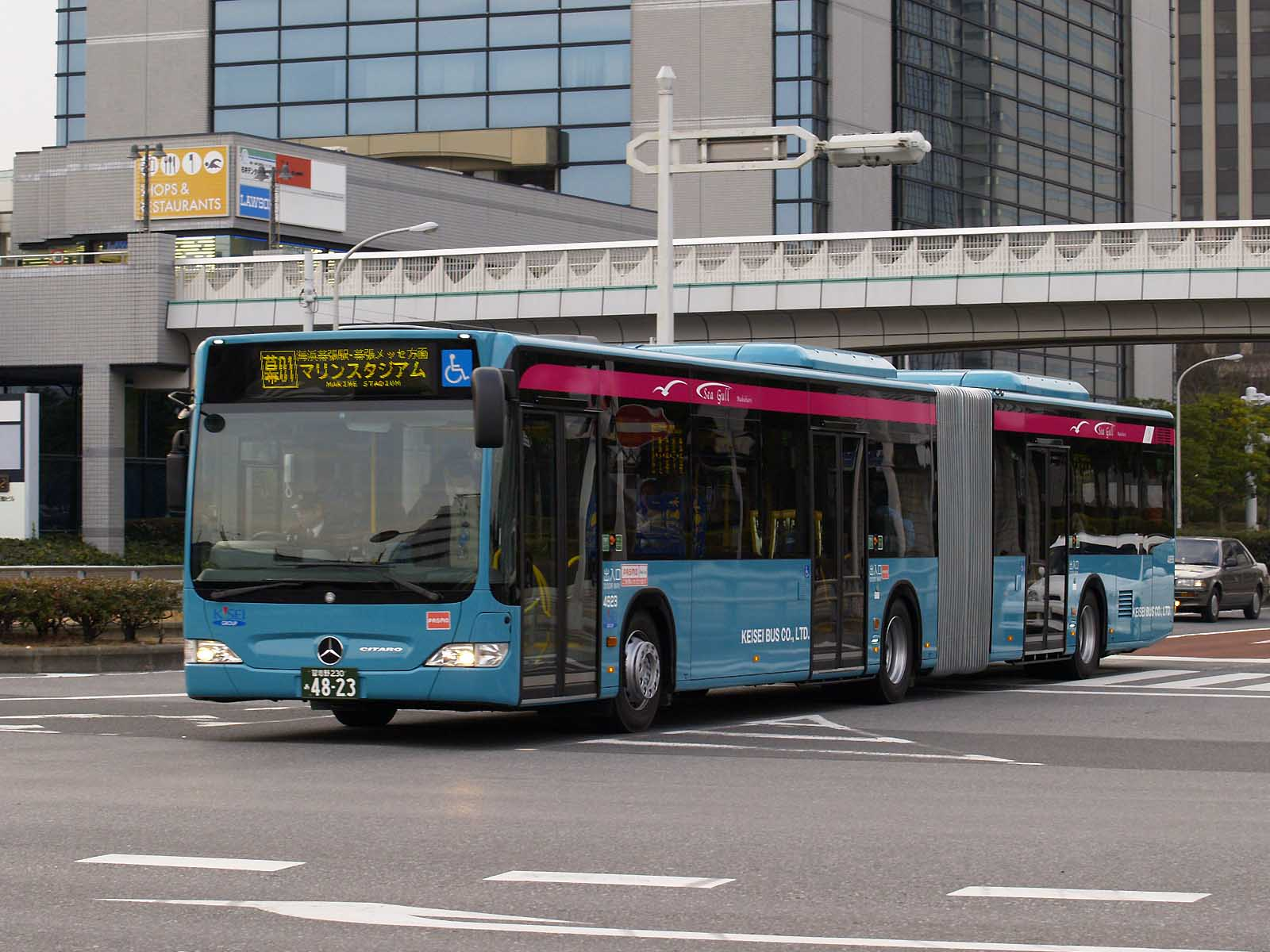
メルセデス・ベンツ・シターロ（京成バス）
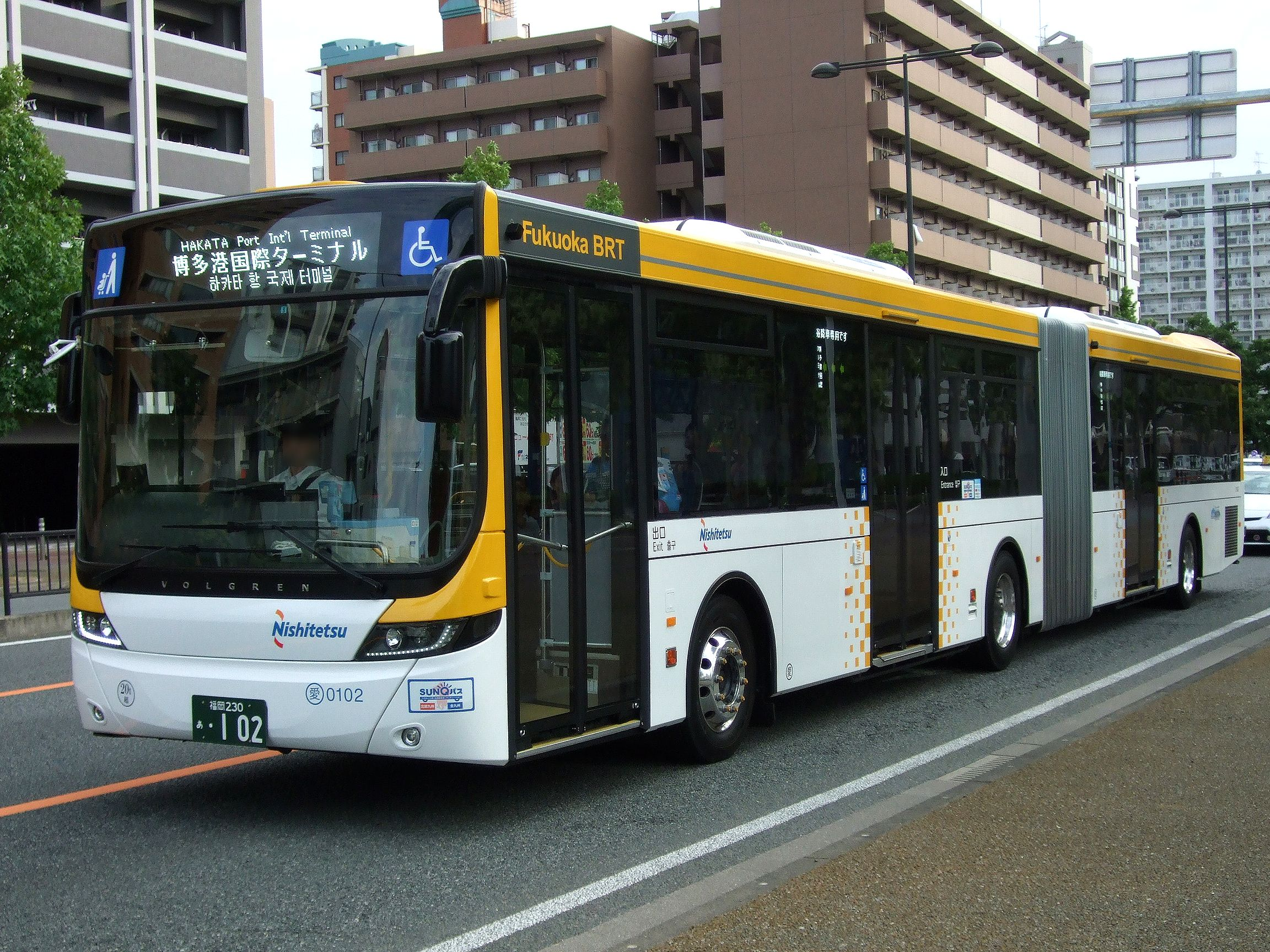
ボルグレン 連節バス（西鉄バス）
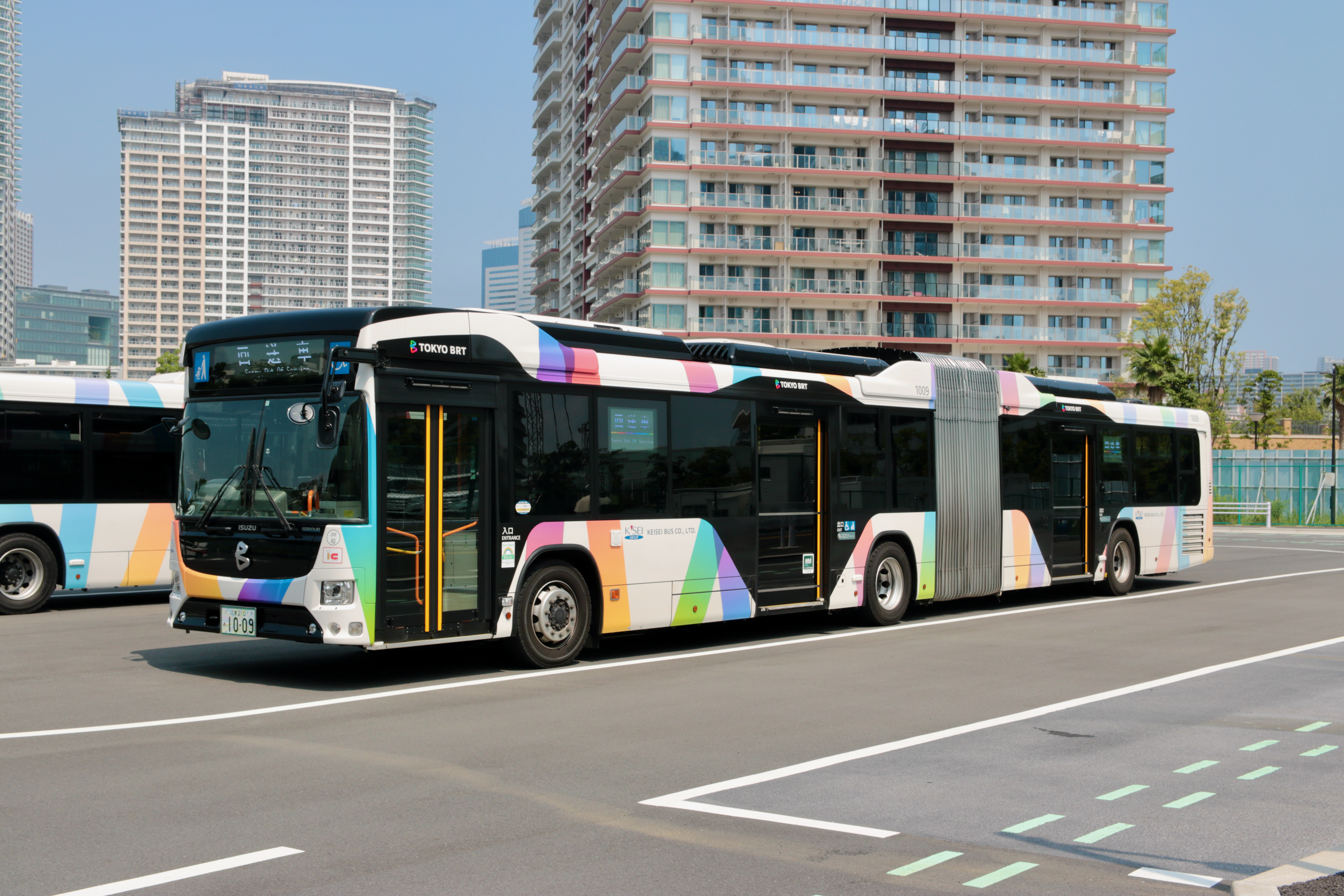
いすゞ・エルガデュオ（東京BRT）

### フルフラットバス
2005年に国内メーカーからフルフラットノンステップバスのラインナップが消滅した為、以降はフルフラットのノンステップバスを新車で導入する事業者が無い状況が長らく続いた。
2018年12月25日には、都営バス（東京都交通局）で海外製のフルフラットバスを輸入する形で導入して営業運行が開始され、2019年5月時点では29両まで増備された。通路の段差解消に加え、傾斜をバリアフリー法及び関連条例で定める建築物の傾斜路の基準20分の1（約2.9度）以下に抑えたフルフラットバスの導入はこれが国内初となる。車両はスカニアのシャーシにオーストラリア・ボルグレン製のボディを架装した輸入車で、日本向けに車幅は2.49mに改造（欧州仕様は2.55m）され、エンジンルームを車体の背面へ垂直に配置することで段差を解消している。
2022年5月10日には中国・BYDが製造する日本国内向けの電動フルフラットバス「K8 2.0」が発売され、国土交通省のノンステップバス認定も取得している。2024年1月に広島交通が初導入し、以降は全国で順次納車が始まっている。
2024年1月1日には、中国・BYDの日本市場向け中型電動フルフラットバス「J7」の予約受付が開始され、2025年秋ごろに納車される予定である。
2024年5月28日にはいすゞ自動車が電動フルフラットバス「エルガEV」を発売し、同年10月31日には統合車種の日野・ブルーリボンZ EVが発売された。国内メーカーでは久々にフルフラットノンステップバスがラインナップされ、2025年から順次納車が始まった。

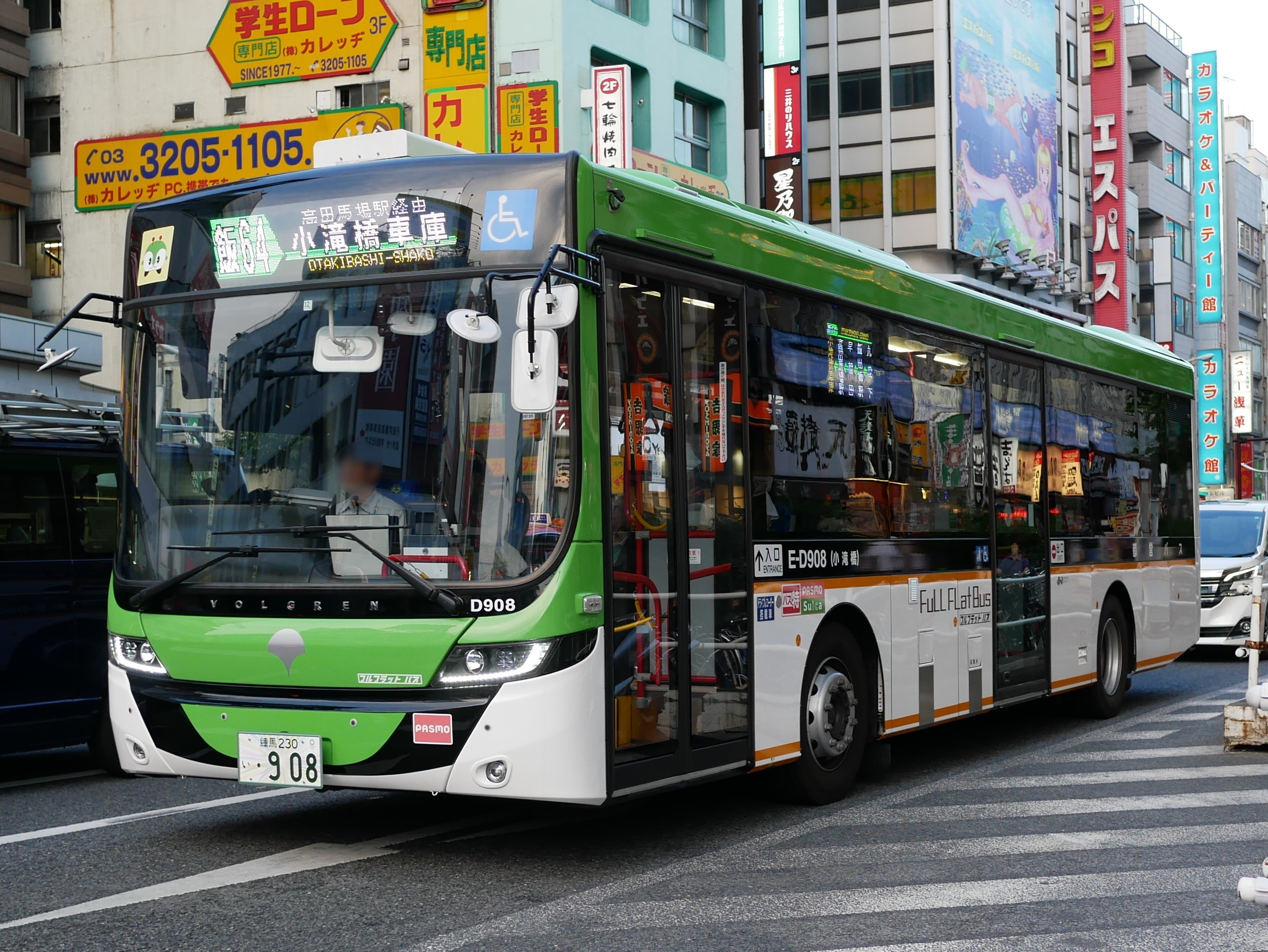
ボルグレン フルフラットバス（都営バス）
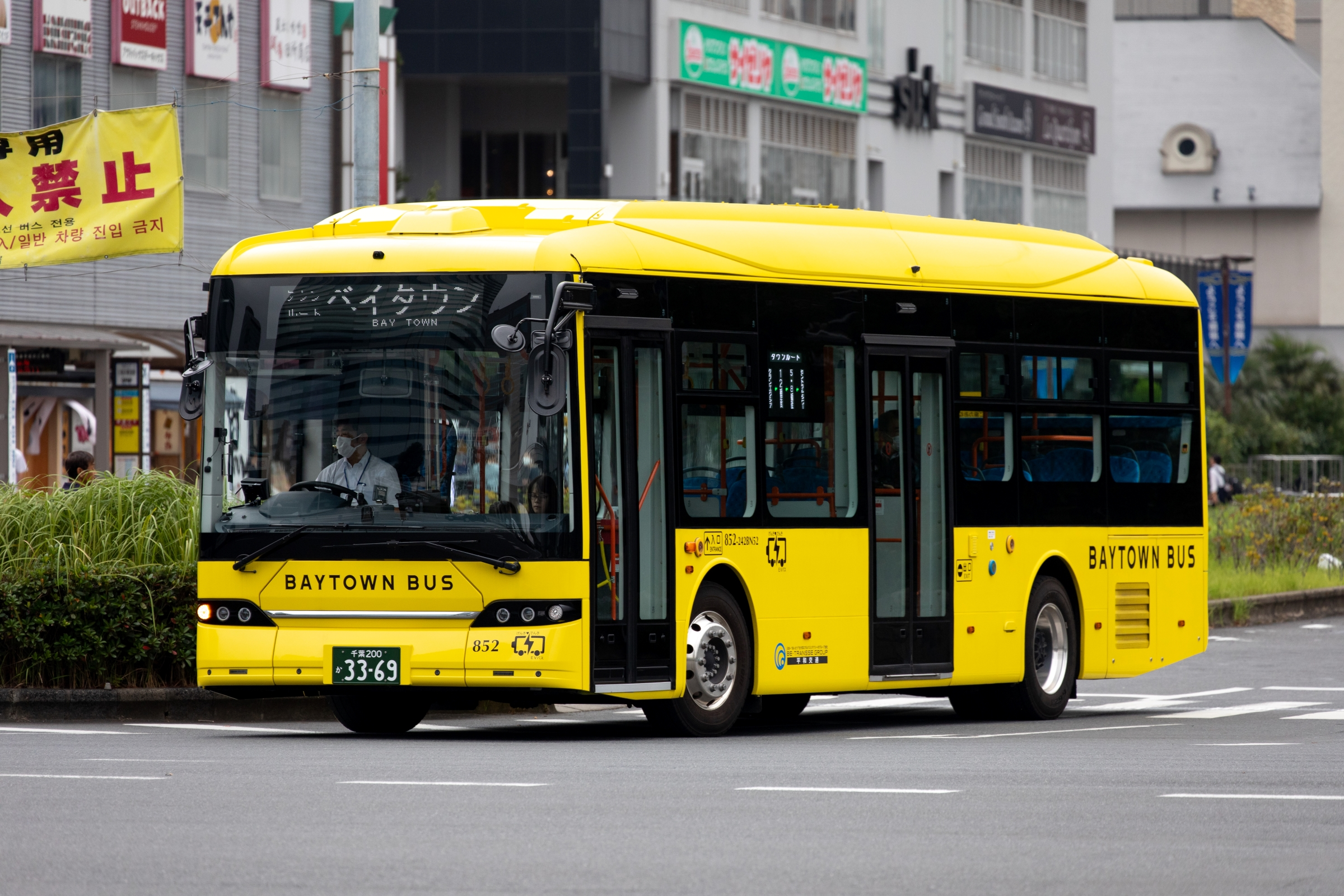
BYD・K8 2.0（平和交通）
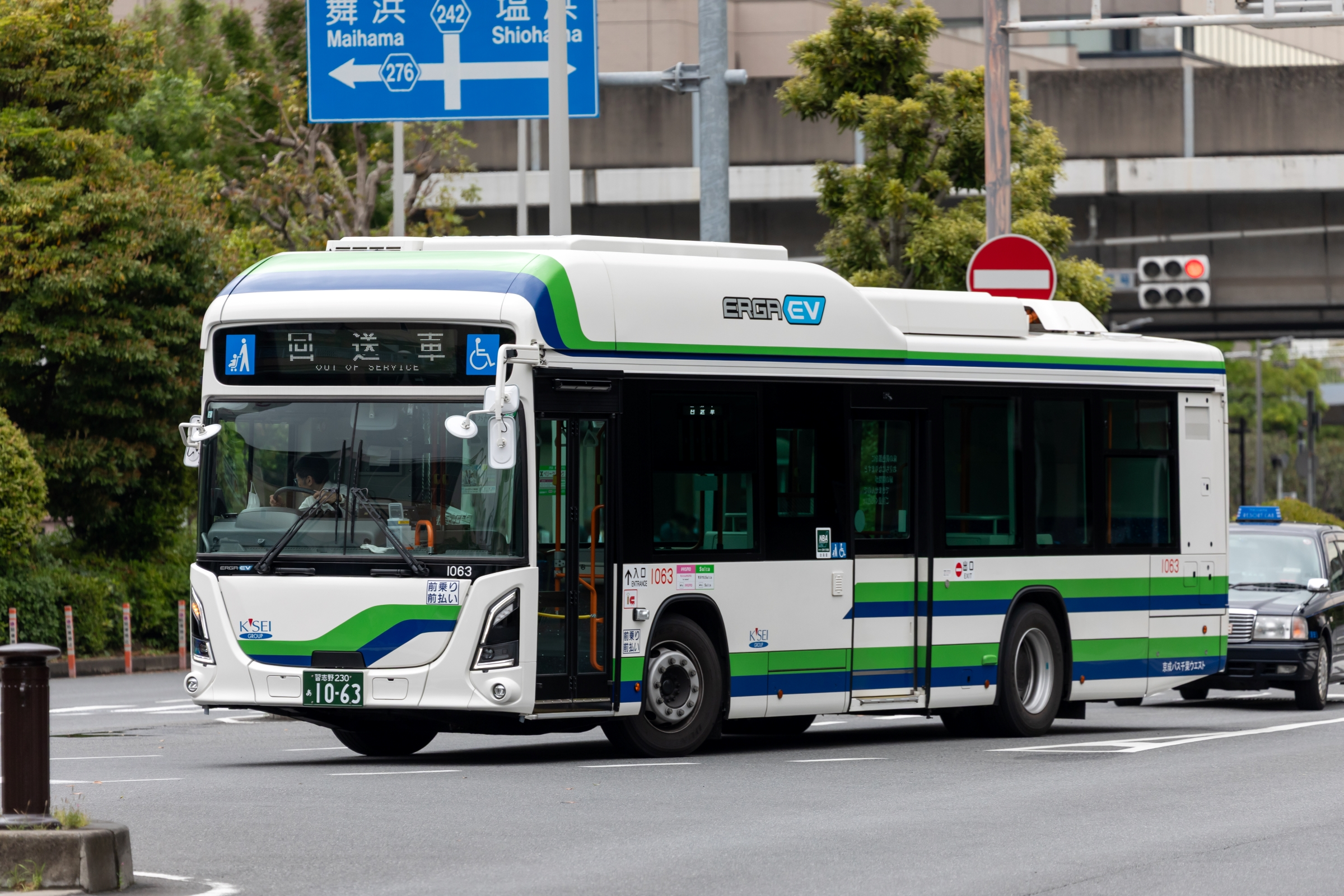
いすゞ・エルガEV（京成バス千葉ウエスト）

## 中型ノンステップバス
大型バスに比べてエンジンやトランスミッションが元々コンパクトであるため、そのコンパクトな機類を車体後部にうまく納める事により、大型ノンステップバスに比べデッドスペースが少なく、ノンステップ化による収容力低下も大型バスに比べ少なく抑えられている。大型バスに比べて中型バスのノンステップ化は進まなかったが、1999年の「平成10年排出ガス規制」対応時に各社ノンステップバスをモデルに追加した。
日野と三菱はエンジンを横置きに搭載してアングルドライブで駆動する構造をとることでリアオーバーハングを短縮している。日産ディーゼルといすゞはそれまでのワンステップバスを改良する事により、前中扉間をノンステップ化している。
その後、2004年の「平成15年排出ガス規制」対応時に三菱ふそうは従来の横置きエンジンのMJ系から、縦置きエンジンのMK系に変更され、ノンステップエリアは前中扉間のみとなった（エアロミディMKノンステップ）。前後して日野もレインボーHRを直列6気筒の横置きから5気筒の縦置きエンジンに改めている。
かつては国産全メーカーが製造していたが、2017年に三菱が中型路線バスの製造を終了したことで、国内ではジェイ・バスが製造する車種のみという状況が1年ほど続いていたが、2018年に中国・BYDが日本市場向けに中型電気バス「K7」の販売を開始。BYDの参入に追随する形で、他の中国メーカーも相次いで中型電気バスを日本市場に投入している。但し、ディーゼル車については引き続き、ジェイ・バスの車種のみという状況に変わりはない。

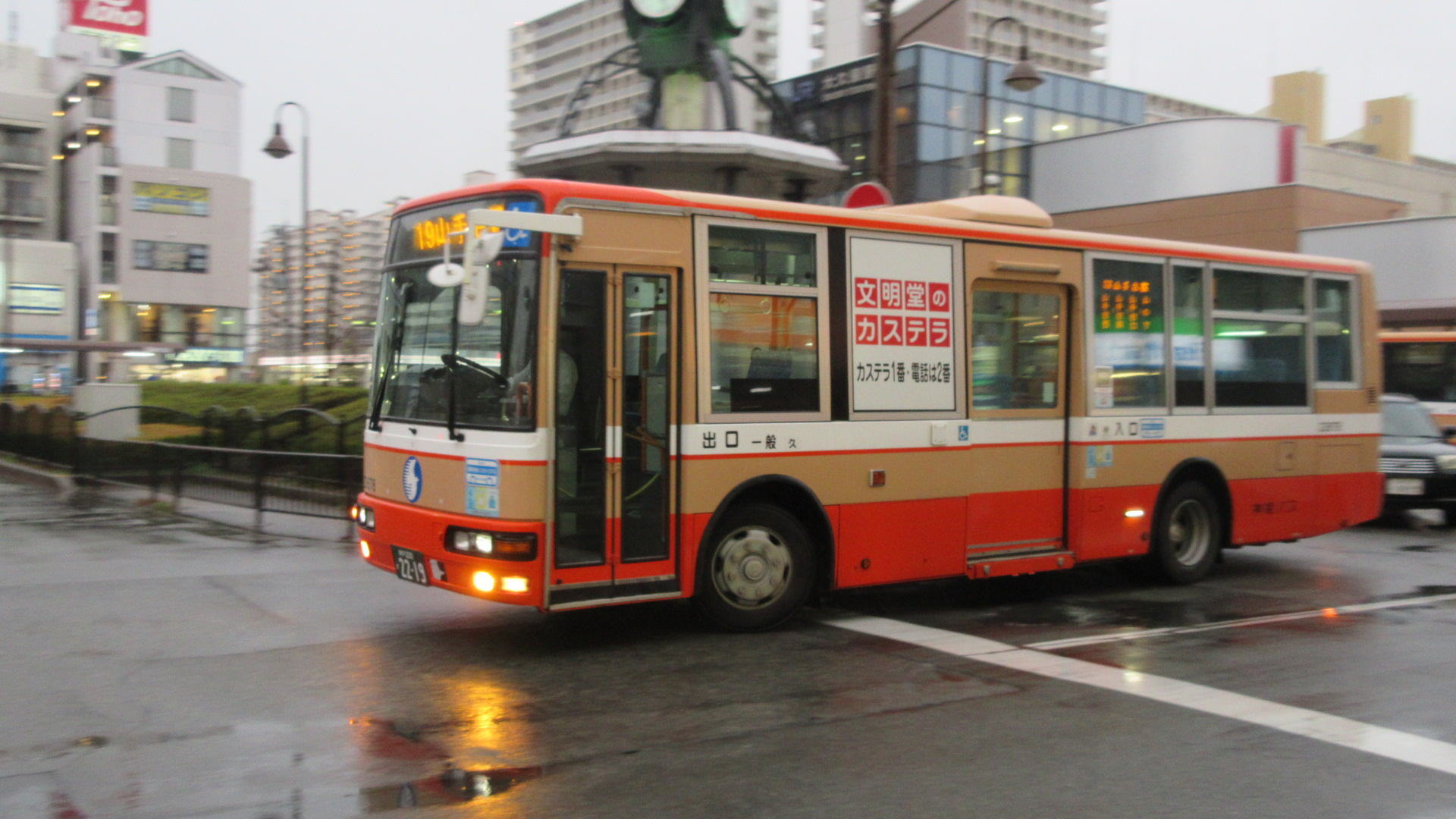
三菱ふそう・エアロミディ（神姫バス）
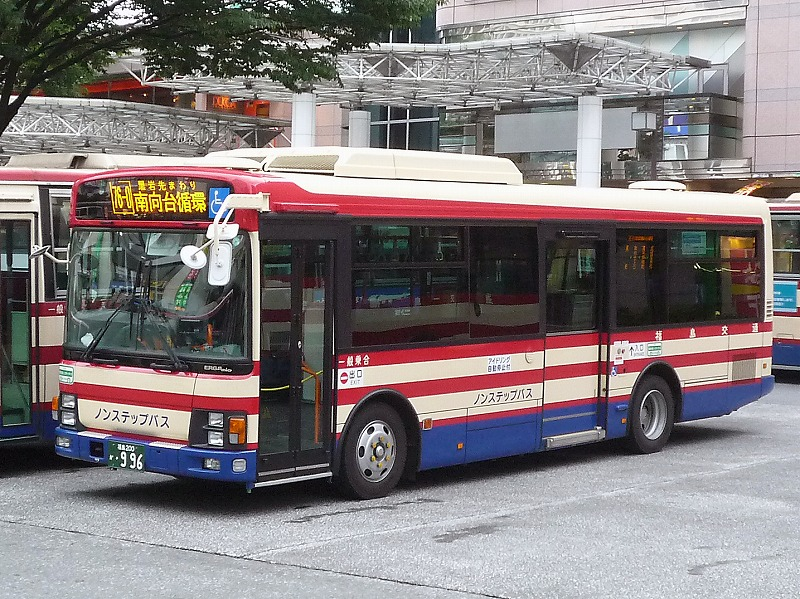
いすゞ・エルガミオ（福島交通）
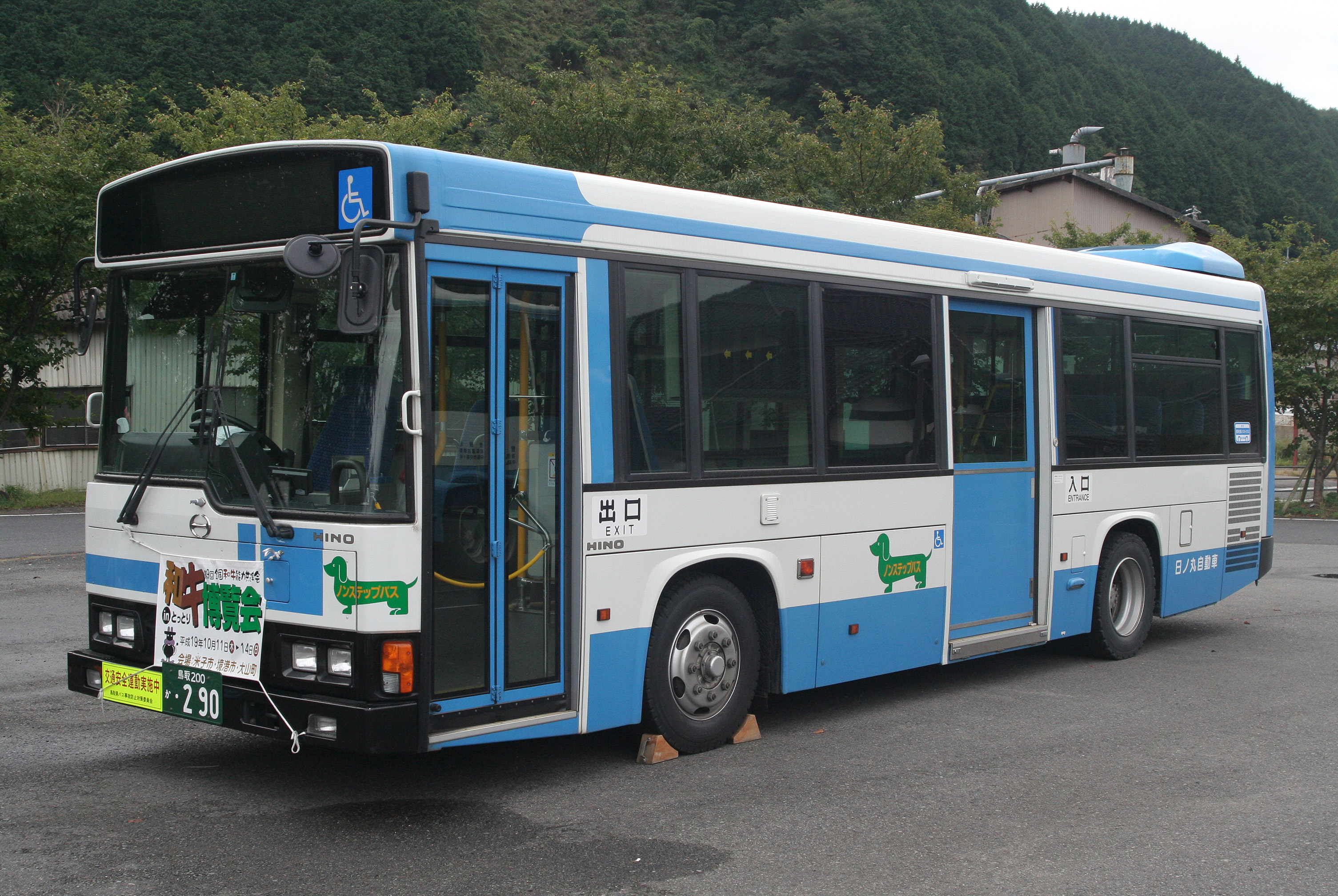
日野・レインボーHR（日ノ丸自動車）
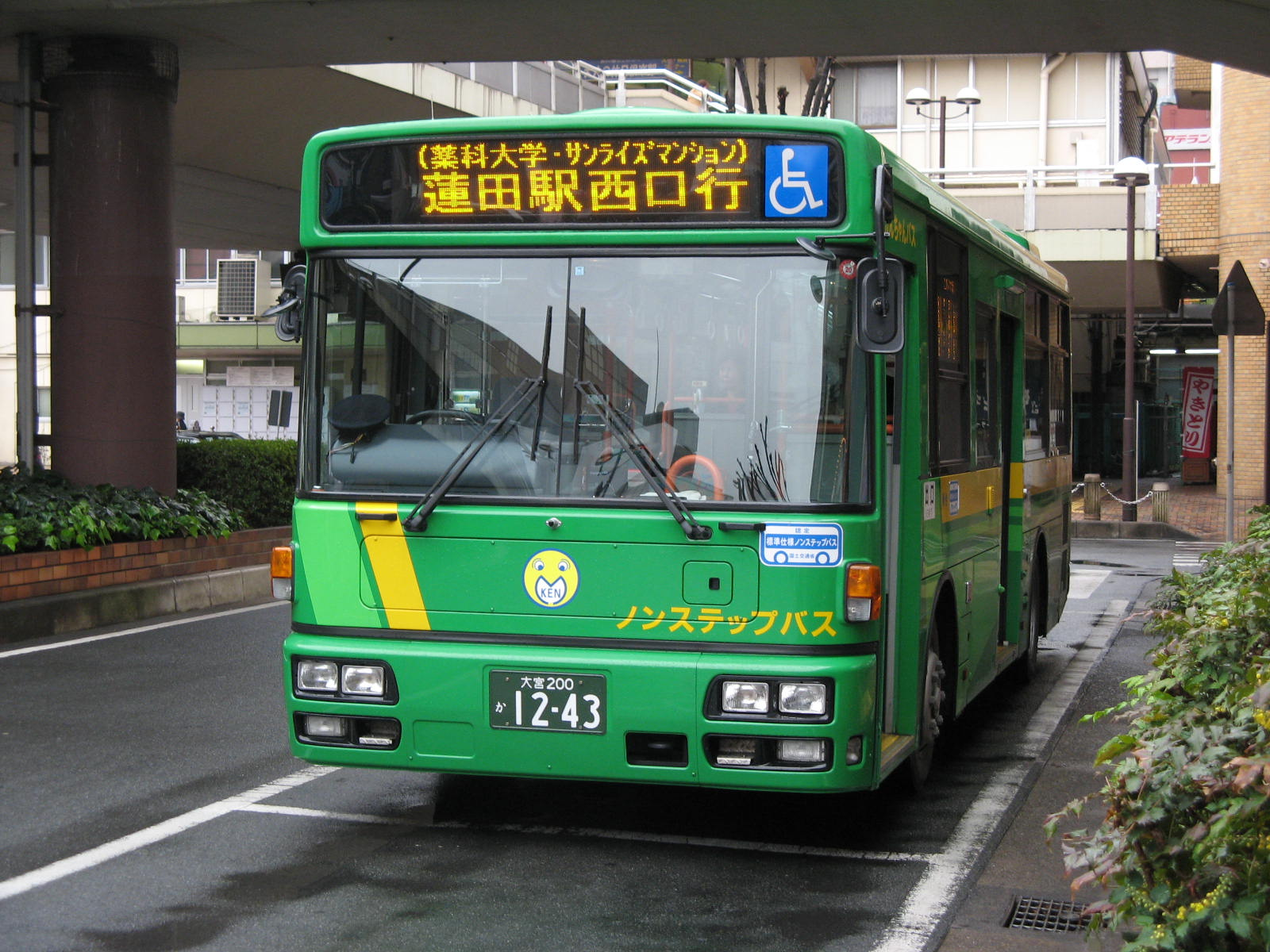
日産ディーゼル・RM（丸建自動車）

## 中型ロングノンステップバス
中型長尺車、中型10.5m車とも称し、中型バスの車体を伸ばして全長10.5m(一部には改造扱いで10.7m車も存在する)と大型車並みにしたバスである。そのため車体断面は中型バスと共通で、全幅は2.3mである。この中型10.5m車は、外観的には細長く車高が低いことから、「ウナギ」、「もやし」、「ダックスフント」などと呼ばれる。
中型バスがベースのため、大型ノンステップバスに比べ安価で、大型ワンステップバスと同程度の価格であるため、日野・レインボーHRを中心に全国各地のバス事業者で導入が急増し、大ヒットした。また車体が長い分ある程度の収容力はあり、大型ノンステップバスの代わりに使用される例も多いが、ホイールハウス間の通路が狭いこともあり、ラッシュ時の乗客流動は良くない。
日産ディーゼルは、元々存在したワンステップ中型ロング車JP系にノンステップバスを追加し、日野もノンステップバスHR系に中型ロング車の設定を行った。
当初は日産ディーゼル・日野のみが製造していたが、2002年に三菱も参入している。三菱の中型ロング車は、従来のノンステップ車のエンジン横置きのMJ系ではなく、エンジン縦置きのワンステップバスMK系をベースに10.5m化したもの（エアロミディMKノンステップ）であったが、2008年に日産ディーゼルJP系のOEMに切り替わった（エアロミディ-S AJノンステップ）。エアロミディ-Sの生産終了後にエアロミディMKの生産が再開されたが、この際には10.5m車は設定されなかった。
いすゞでは中型ロング車を製造していないが、日野・いすゞのバス事業統合に伴い、一時期、日野自動車からレインボーHR10.5mのOEM供給を受け「エルガJ」として発売していた。エルガJは2007年に供給終了し、HR系そのものも2010年に生産終了している。
以上のとおり2011年までには全てのメーカーが製造を中止している。

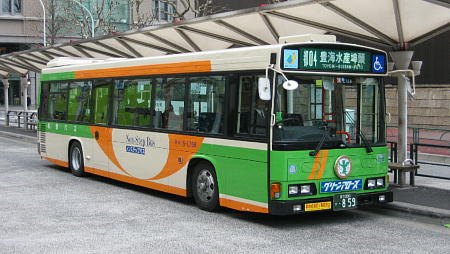
日野・レインボーHR（都営バス）
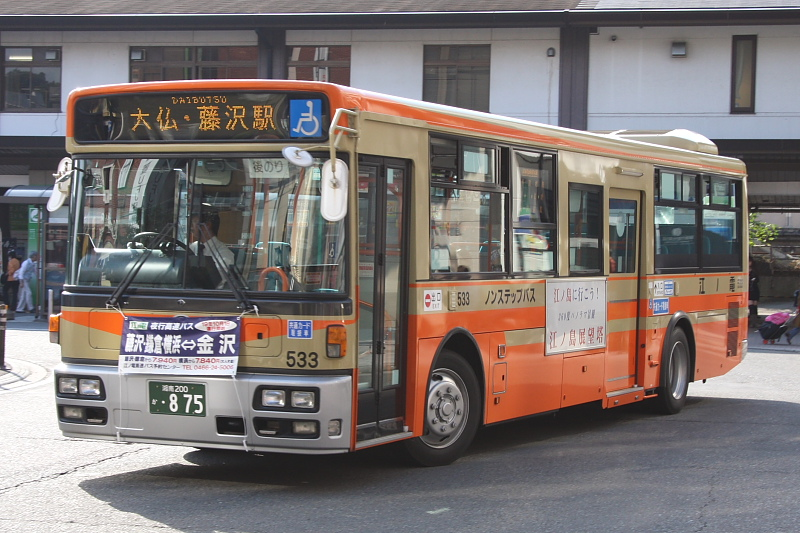
日産ディーゼル・JP（江ノ島電鉄）
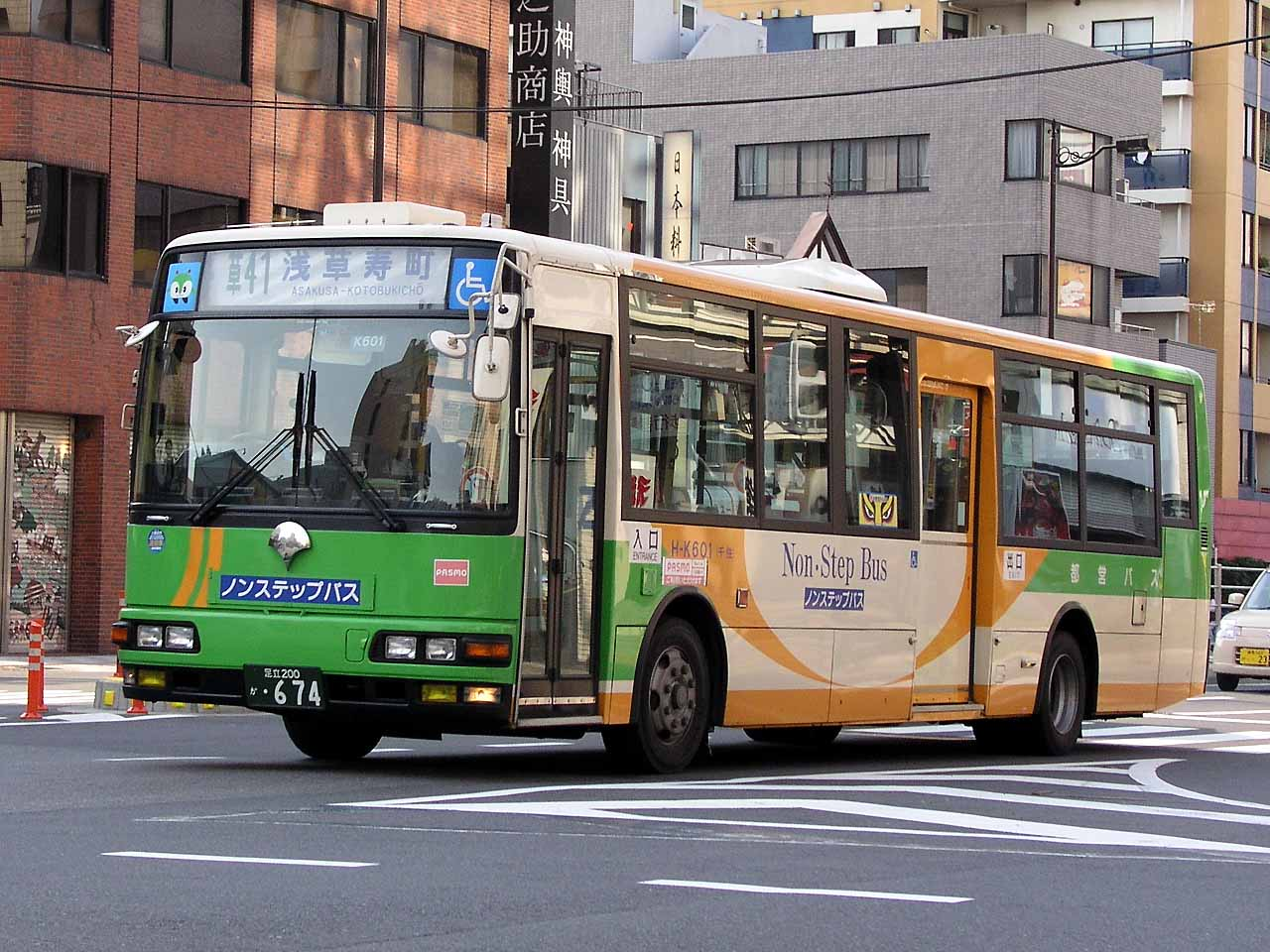
三菱ふそう・エアロミディMK（都営バス）
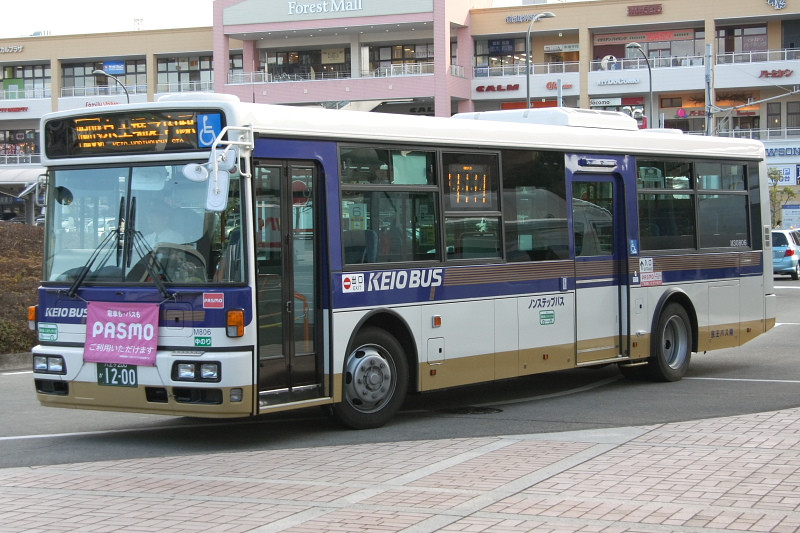
三菱ふそう・エアロミディ-S AJ（京王バス南）

## 小型ノンステップバス
前輪駆動 (FF) シャシとして駆動系を車両前部にまとめ、車両後方の客室をフルフラットとし、中型バスよりも小さく、狭い道にも入れるためコミュニティバスに向いている。
1997年に西日本車体工業において、三菱・パジェロをベースに、後ろ半分を11人乗りノンステップの客室とした改造車が試作されたが、量産に至らずに終わった。その後このタイプは日本国内で生産されることがなく、2000年頃から横置きFFの低床商用車用シャシをベースとしたクセニッツやルノー、オムニノーバ・マルチライダーなど、欧州からの輸入により、日本各地で使用されるようになった。
しかし、エアコンの故障多発など輸入車特有の不都合が多数存在し、それらに応えるため、日野はトヨタの仲介でフランス・PSAからFFシャシを輸入し、日本で車体を製作したポンチョを発売したが、やはり電装系を中心としたマイナートラブルを払拭するには至らなかったため、2006年には自社のリエッセをベースとした横置きリアエンジンの小型ノンステップバスを発表し、ポンチョの車名はこちらに引き継がれている。
また、中型ノンステップバスの車体を短くした中型7m車（通称・チョロQ）を小型ノンステップバスに加える場合がある。三菱はこの市場でエアロミディMJ7m車をベースに全幅を2mに縮小したエアロミディMEを2002年に投入したが、2007年に製造終了となった。それ以降、7mリアエンジン車は、ジェイ・バスが製造するポンチョ1車種のみの状況がしばらく続いたが、2019年には中国・BYDが日本市場向けにポンチョと同サイズの小型電気バス「J6」の販売を開始。前述の中型ノンステップバスと同様に、BYDの参入に追随する形で、他の中国メーカーも相次いで小型電気バスを日本市場に投入している。但し、ディーゼル車については引き続き、ジェイ・バスが製造するポンチョのみという状況に変わりはない。

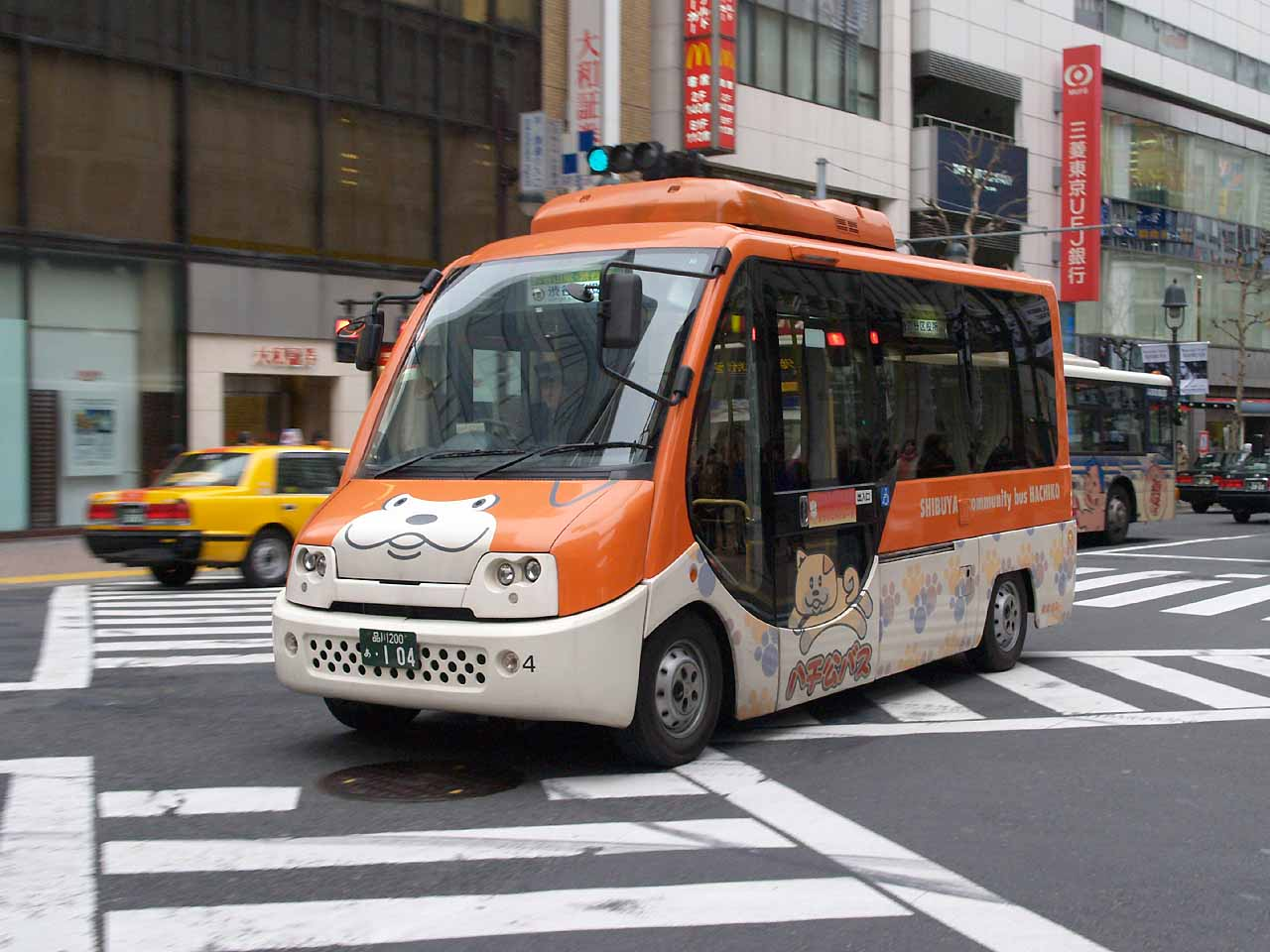
初代日野・ポンチョ PSAシャシ （東急トランセ）
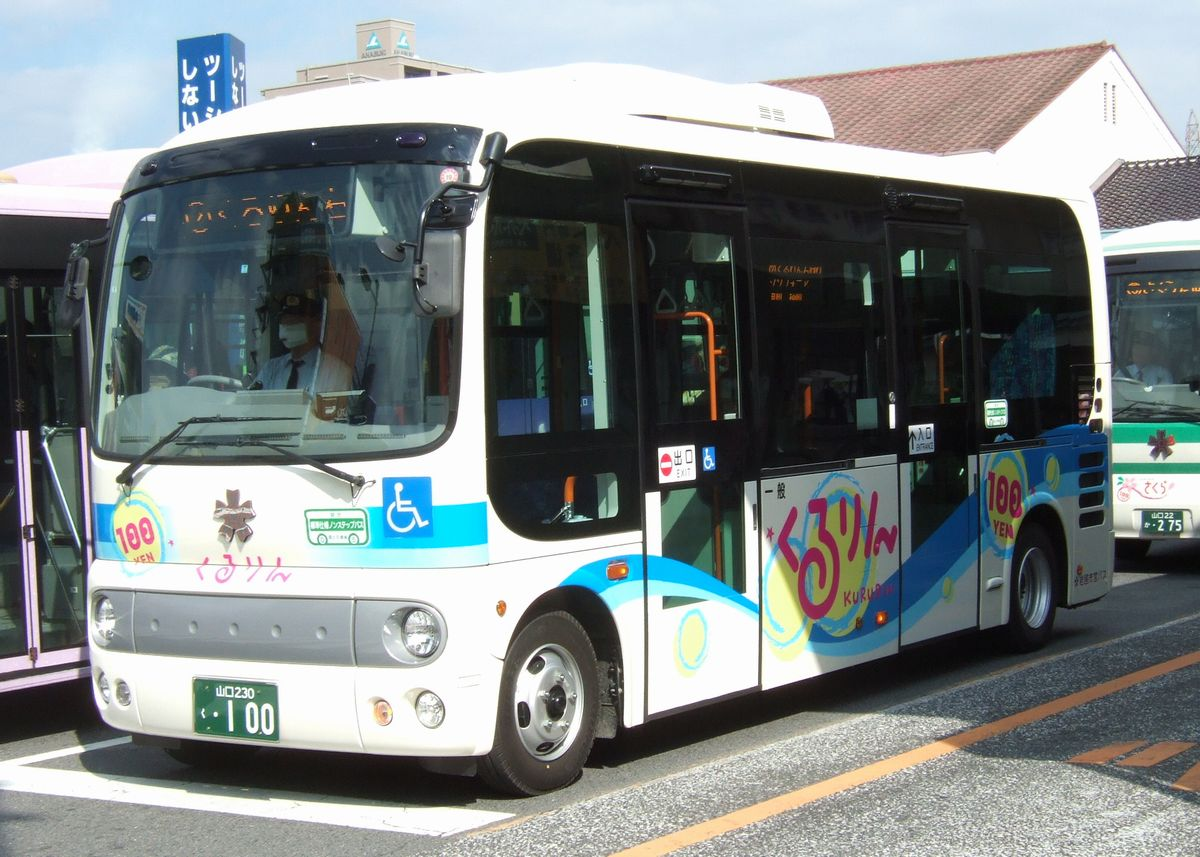
2代目日野・ポンチョ （岩国市交通局）
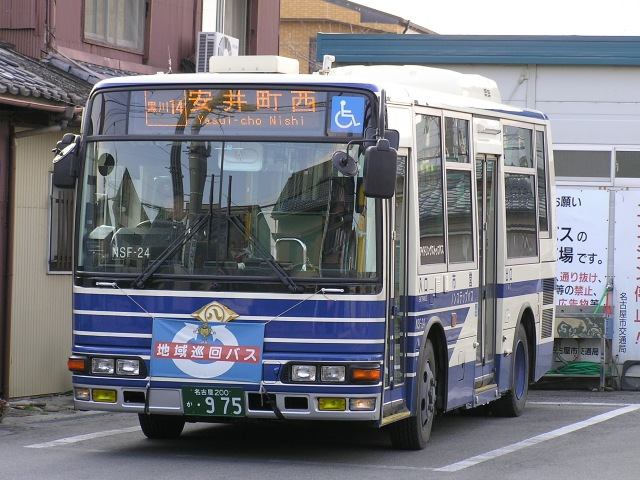
三菱ふそう・エアロミディMJ （名古屋市交通局）
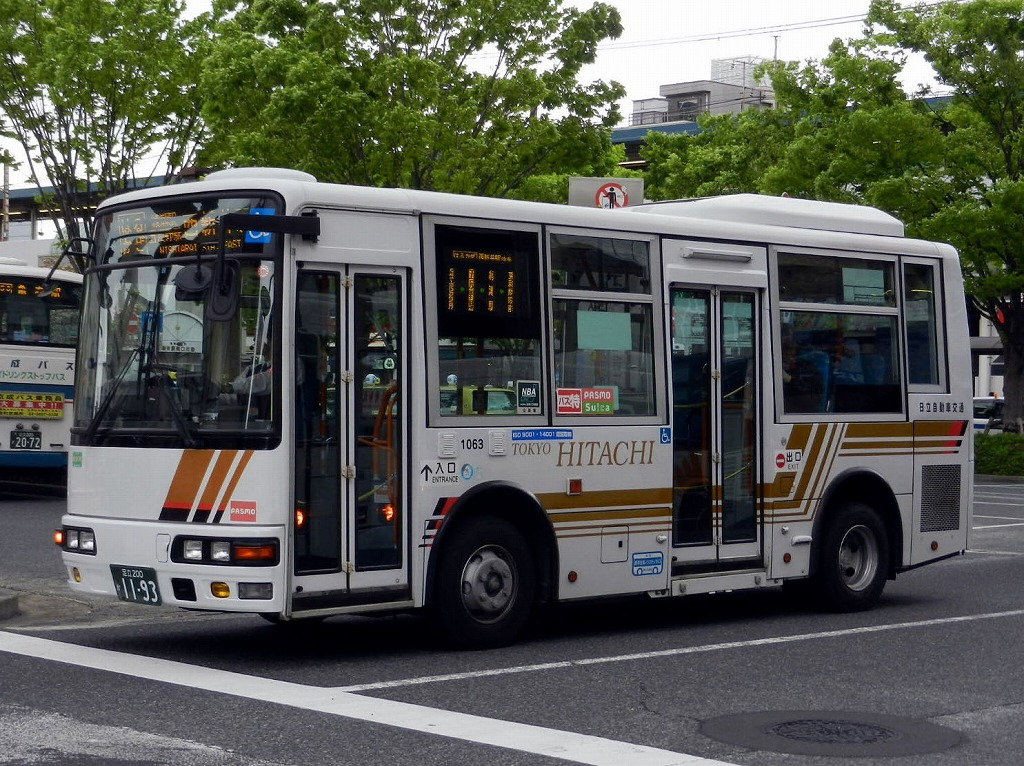
三菱ふそう・エアロミディME （日立自動車交通）

## 車両数・導入傾向
日本におけるノンステップバスの車両数は、本格的な量産大型ノンステップバス販売初年度の1997年は145台（0.2%）、2000年には1,289台（2.2%）、2010年には16,534台（27.9%）と、交通バリアフリー法制定の2000年以降、毎年1000-2000台前後の導入台数で推移し、2020年には29,489台（50.9%）に達し、全国での導入率が50%を超えた（括弧内の数字は乗合バス総車両数に占める割合）。しかし、車両購入に関わるコストが高い為、経営の厳しい地方のバス会社ほど導入が進まない状況が長らく続いていた。また、2020年以降の新型コロナウイルス感染症の影響によるバス利用者減少で、公営を除く全国のバス事業者で新車の買い控えが起き、この年以降は年間の導入台数が大きく減少した。
2022年時点では、全国で30,117台（55.3%）が導入されているが、都道府県別では鳥取県が92.4%と最も導入率が高く、次いで東京都が89.8%、愛知県が88.5%、埼玉県が87.9%、沖縄県が83.6%と続き、以前ほど都市部と地方での導入率に大きな格差は生じていない。これは、初期のノンステップバスが導入から10年以上経過したことで、大都市圏の事業者を中心に経年廃車が発生し、地方のバス事業者がこういった車両を中古車で大量導入し、ノンステップバス化を進めたケースが増えつつあることも要因とされるほか、元々地方は大都市圏に比べてバスの総車両数が少ないことから、ノンステップ化が一気に進んだためで、鳥取県や沖縄県などの地方が導入率で上位にいるのはそのためである。ノンステップバスの導入台数に関しては、依然として東京都が6,293台と最も多く、これは全国のノンステップバス導入率の約20%に相当する。
一方、大都市圏であっても、西日本鉄道（西鉄バス）は車内段差や収容力などの関係から、メーカー純正ボディへ完全移行するまでは本格導入がなされていなかった為、福岡県全体の導入率は37.6%と大都市圏の中では最も導入率が低い。
また、東北地方では、車高が低いことで冬季に雪道で車体と路面が接触する恐れがあるというイメージから当初は導入が敬遠され、その後は市街地や幹線道路等の雪が少なく、除雪が進んでいる地域を中心に少しずつ導入が進んだものの、依然として積雪の多い地域での運行は厳しいという意見が事業者から根強く、特に青森県、秋田県、岩手県の東北3県は全国と比較しても導入率が低い傾向にある。実際に秋田県では当初、自治体がバス会社に委託したコミュニティバスに小型車3台が導入されただけで、秋田中央交通が2010年2月に導入するまで、一般の路線バスには1台も導入されていなかった。
ノンステップバス導入率100%を達成している事業者としては東京都交通局や小田急バスなどがある一方、コスト面などから一切導入しない方針の事業者もあり、岡山県東部をエリアとする宇野自動車は2024年現在に至るまでノンステップバスの導入実績が無い。

## 主な車種
- 国産車
  - いすゞ・エルガ
  - いすゞ・エルガミオ
  - いすゞ・キュービック
  - 日産ディーゼル・スペースランナーRA
  - トヨタ・SORA
  - 日野・ブルーリボン
  - 日野・レインボー
  - 日野・ポンチョ
  - 三菱ふそう・エアロスター
  - 三菱ふそう・エアロミディ
- 輸入車
  - クセニッツ
  - BYD・J6
  - BYD・K8
  - ネオプラン・セントロライナー
  - メルセデス・ベンツ・シターロ